# فهرست سیارک‌ها (۱۱۶۰۰۱–۱۱۷۰۰۱)
فهرست سیارک‌ها (۱۱۶۰۰۱ - ۱۱۷۰۰۱) فهرست سیارک‌ها از ۱۱۶۰۰۱ تا ۱۱۷۰۰۱ است.
| نام    | نام انگلیسی | تاریخ کشف      |
| ------ | ----------- | -------------- |
| ۱۱۶۰۰۱ | 2003 WD74   | ۲۰ نوامبر ۲۰۰۳ |
| ۱۱۶۰۰۲ | 2003 WH75   | ۱۸ نوامبر ۲۰۰۳ |
| ۱۱۶۰۰۳ | 2003 WN75   | ۱۹ نوامبر ۲۰۰۳ |
| ۱۱۶۰۰۴ | 2003 WB76   | ۱۹ نوامبر ۲۰۰۳ |
| ۱۱۶۰۰۵ | 2003 WL77   | ۱۹ نوامبر ۲۰۰۳ |
| ۱۱۶۰۰۶ | 2003 WA78   | ۲۰ نوامبر ۲۰۰۳ |
| ۱۱۶۰۰۷ | 2003 WJ78   | ۲۰ نوامبر ۲۰۰۳ |
| ۱۱۶۰۰۸ | 2003 WE79   | ۲۰ نوامبر ۲۰۰۳ |
| ۱۱۶۰۰۹ | 2003 WT79   | ۲۰ نوامبر ۲۰۰۳ |
| ۱۱۶۰۱۰ | 2003 WP80   | ۲۰ نوامبر ۲۰۰۳ |
| ۱۱۶۰۱۱ | 2003 WQ80   | ۲۰ نوامبر ۲۰۰۳ |
| ۱۱۶۰۱۲ | 2003 WU81   | ۱۸ نوامبر ۲۰۰۳ |
| ۱۱۶۰۱۳ | 2003 WU82   | ۱۹ نوامبر ۲۰۰۳ |
| ۱۱۶۰۱۴ | 2003 WA83   | ۲۰ نوامبر ۲۰۰۳ |
| ۱۱۶۰۱۵ | 2003 WE83   | ۲۰ نوامبر ۲۰۰۳ |
| ۱۱۶۰۱۶ | 2003 WK83   | ۲۰ نوامبر ۲۰۰۳ |
| ۱۱۶۰۱۷ | 2003 WN84   | ۱۹ نوامبر ۲۰۰۳ |
| ۱۱۶۰۱۸ | 2003 WS84   | ۱۹ نوامبر ۲۰۰۳ |
| ۱۱۶۰۱۹ | 2003 WT84   | ۱۹ نوامبر ۲۰۰۳ |
| ۱۱۶۰۲۰ | 2003 WC86   | ۲۰ نوامبر ۲۰۰۳ |
| ۱۱۶۰۲۱ | 2003 WG86   | ۲۱ نوامبر ۲۰۰۳ |
| ۱۱۶۰۲۲ | 2003 WM87   | ۲۱ نوامبر ۲۰۰۳ |
| ۱۱۶۰۲۳ | 2003 WN87   | ۲۱ نوامبر ۲۰۰۳ |
| ۱۱۶۰۲۴ | 2003 WR87   | ۲۲ نوامبر ۲۰۰۳ |
| ۱۱۶۰۲۵ | 2003 WS87   | ۲۲ نوامبر ۲۰۰۳ |
| ۱۱۶۰۲۶ | 2003 WP88   | ۱۶ نوامبر ۲۰۰۳ |
| ۱۱۶۰۲۷ | 2003 WV88   | ۱۶ نوامبر ۲۰۰۳ |
| ۱۱۶۰۲۸ | 2003 WJ89   | ۱۶ نوامبر ۲۰۰۳ |
| ۱۱۶۰۲۹ | 2003 WO89   | ۱۶ نوامبر ۲۰۰۳ |
| ۱۱۶۰۳۰ | 2003 WY90   | ۱۸ نوامبر ۲۰۰۳ |
| ۱۱۶۰۳۱ | 2003 WR91   | ۱۸ نوامبر ۲۰۰۳ |
| ۱۱۶۰۳۲ | 2003 WQ92   | ۱۹ نوامبر ۲۰۰۳ |
| ۱۱۶۰۳۳ | 2003 WY92   | ۱۹ نوامبر ۲۰۰۳ |
| ۱۱۶۰۳۴ | 2003 WH95   | ۱۹ نوامبر ۲۰۰۳ |
| ۱۱۶۰۳۵ | 2003 WN96   | ۱۹ نوامبر ۲۰۰۳ |
| ۱۱۶۰۳۶ | 2003 WX97   | ۱۹ نوامبر ۲۰۰۳ |
| ۱۱۶۰۳۷ | 2003 WU99   | ۲۰ نوامبر ۲۰۰۳ |
| ۱۱۶۰۳۸ | 2003 WY99   | ۲۰ نوامبر ۲۰۰۳ |
| ۱۱۶۰۳۹ | 2003 WZ99   | ۲۰ نوامبر ۲۰۰۳ |
| ۱۱۶۰۴۰ | 2003 WQ100  | ۲۱ نوامبر ۲۰۰۳ |
| ۱۱۶۰۴۱ | 2003 WZ100  | ۲۱ نوامبر ۲۰۰۳ |
| ۱۱۶۰۴۲ | 2003 WA101  | ۲۱ نوامبر ۲۰۰۳ |
| ۱۱۶۰۴۳ | 2003 WW101  | ۲۱ نوامبر ۲۰۰۳ |
| ۱۱۶۰۴۴ | 2003 WE102  | ۲۱ نوامبر ۲۰۰۳ |
| ۱۱۶۰۴۵ | 2003 WR102  | ۲۱ نوامبر ۲۰۰۳ |
| ۱۱۶۰۴۶ | 2003 WZ102  | ۲۱ نوامبر ۲۰۰۳ |
| ۱۱۶۰۴۷ | 2003 WR104  | ۲۱ نوامبر ۲۰۰۳ |
| ۱۱۶۰۴۸ | 2003 WC105  | ۲۱ نوامبر ۲۰۰۳ |
| ۱۱۶۰۴۹ | 2003 WE105  | ۲۱ نوامبر ۲۰۰۳ |
| ۱۱۶۰۵۰ | 2003 WL105  | ۲۱ نوامبر ۲۰۰۳ |
| ۱۱۶۰۵۱ | 2003 WM106  | ۲۱ نوامبر ۲۰۰۳ |
| ۱۱۶۰۵۲ | 2003 WT106  | ۲۱ نوامبر ۲۰۰۳ |
| ۱۱۶۰۵۳ | 2003 WD107  | ۲۲ نوامبر ۲۰۰۳ |
| ۱۱۶۰۵۴ | 2003 WO107  | ۲۳ نوامبر ۲۰۰۳ |
| ۱۱۶۰۵۵ | 2003 WQ107  | ۲۳ نوامبر ۲۰۰۳ |
| ۱۱۶۰۵۶ | 2003 WS107  | ۲۳ نوامبر ۲۰۰۳ |
| ۱۱۶۰۵۷ | 2003 WW107  | ۲۴ نوامبر ۲۰۰۳ |
| ۱۱۶۰۵۸ | 2003 WB108  | ۲۰ نوامبر ۲۰۰۳ |
| ۱۱۶۰۵۹ | 2003 WG110  | ۲۰ نوامبر ۲۰۰۳ |
| ۱۱۶۰۶۰ | 2003 WL111  | ۲۰ نوامبر ۲۰۰۳ |
| ۱۱۶۰۶۱ | 2003 WO111  | ۲۰ نوامبر ۲۰۰۳ |
| ۱۱۶۰۶۲ | 2003 WN115  | ۲۰ نوامبر ۲۰۰۳ |
| ۱۱۶۰۶۳ | 2003 WM117  | ۲۰ نوامبر ۲۰۰۳ |
| ۱۱۶۰۶۴ | 2003 WA118  | ۲۰ نوامبر ۲۰۰۳ |
| ۱۱۶۰۶۵ | 2003 WX118  | ۲۰ نوامبر ۲۰۰۳ |
| ۱۱۶۰۶۶ | 2003 WC119  | ۲۰ نوامبر ۲۰۰۳ |
| ۱۱۶۰۶۷ | 2003 WF119  | ۲۰ نوامبر ۲۰۰۳ |
| ۱۱۶۰۶۸ | 2003 WW119  | ۲۰ نوامبر ۲۰۰۳ |
| ۱۱۶۰۶۹ | 2003 WR120  | ۲۰ نوامبر ۲۰۰۳ |
| ۱۱۶۰۷۰ | 2003 WV120  | ۲۰ نوامبر ۲۰۰۳ |
| ۱۱۶۰۷۱ | 2003 WB121  | ۲۰ نوامبر ۲۰۰۳ |
| ۱۱۶۰۷۲ | 2003 WG121  | ۲۰ نوامبر ۲۰۰۳ |
| ۱۱۶۰۷۳ | 2003 WH121  | ۲۰ نوامبر ۲۰۰۳ |
| ۱۱۶۰۷۴ | 2003 WK121  | ۲۰ نوامبر ۲۰۰۳ |
| ۱۱۶۰۷۵ | 2003 WX121  | ۲۰ نوامبر ۲۰۰۳ |
| ۱۱۶۰۷۶ | 2003 WL123  | ۲۰ نوامبر ۲۰۰۳ |
| ۱۱۶۰۷۷ | 2003 WT123  | ۲۰ نوامبر ۲۰۰۳ |
| ۱۱۶۰۷۸ | 2003 WV123  | ۲۰ نوامبر ۲۰۰۳ |
| ۱۱۶۰۷۹ | 2003 WA124  | ۲۰ نوامبر ۲۰۰۳ |
| ۱۱۶۰۸۰ | 2003 WG124  | ۲۰ نوامبر ۲۰۰۳ |
| ۱۱۶۰۸۱ | 2003 WM124  | ۲۰ نوامبر ۲۰۰۳ |
| ۱۱۶۰۸۲ | 2003 WZ124  | ۲۰ نوامبر ۲۰۰۳ |
| ۱۱۶۰۸۳ | 2003 WA125  | ۲۰ نوامبر ۲۰۰۳ |
| ۱۱۶۰۸۴ | 2003 WB125  | ۲۰ نوامبر ۲۰۰۳ |
| ۱۱۶۰۸۵ | 2003 WK125  | ۲۰ نوامبر ۲۰۰۳ |
| ۱۱۶۰۸۶ | 2003 WU125  | ۲۰ نوامبر ۲۰۰۳ |
| ۱۱۶۰۸۷ | 2003 WX125  | ۲۰ نوامبر ۲۰۰۳ |
| ۱۱۶۰۸۸ | 2003 WY125  | ۲۰ نوامبر ۲۰۰۳ |
| ۱۱۶۰۸۹ | 2003 WA126  | ۲۰ نوامبر ۲۰۰۳ |
| ۱۱۶۰۹۰ | 2003 WC126  | ۲۰ نوامبر ۲۰۰۳ |
| ۱۱۶۰۹۱ | 2003 WG126  | ۲۰ نوامبر ۲۰۰۳ |
| ۱۱۶۰۹۲ | 2003 WJ126  | ۲۰ نوامبر ۲۰۰۳ |
| ۱۱۶۰۹۳ | 2003 WK126  | ۲۰ نوامبر ۲۰۰۳ |
| ۱۱۶۰۹۴ | 2003 WZ126  | ۲۰ نوامبر ۲۰۰۳ |
| ۱۱۶۰۹۵ | 2003 WD127  | ۲۰ نوامبر ۲۰۰۳ |
| ۱۱۶۰۹۶ | 2003 WE127  | ۲۰ نوامبر ۲۰۰۳ |
| ۱۱۶۰۹۷ | 2003 WH127  | ۲۰ نوامبر ۲۰۰۳ |
| ۱۱۶۰۹۸ | 2003 WU127  | ۲۰ نوامبر ۲۰۰۳ |
| ۱۱۶۰۹۹ | 2003 WY127  | ۲۰ نوامبر ۲۰۰۳ |
| ۱۱۶۱۰۰ | 2003 WB128  | ۲۰ نوامبر ۲۰۰۳ |
| ۱۱۶۱۰۱ | 2003 WM131  | ۲۱ نوامبر ۲۰۰۳ |
| ۱۱۶۱۰۲ | 2003 WL132  | ۱۹ نوامبر ۲۰۰۳ |
| ۱۱۶۱۰۳ | 2003 WT132  | ۲۱ نوامبر ۲۰۰۳ |
| ۱۱۶۱۰۴ | 2003 WB133  | ۲۱ نوامبر ۲۰۰۳ |
| ۱۱۶۱۰۵ | 2003 WZ133  | ۲۱ نوامبر ۲۰۰۳ |
| ۱۱۶۱۰۶ | 2003 WC134  | ۲۱ نوامبر ۲۰۰۳ |
| ۱۱۶۱۰۷ | 2003 WE134  | ۲۱ نوامبر ۲۰۰۳ |
| ۱۱۶۱۰۸ | 2003 WR134  | ۲۱ نوامبر ۲۰۰۳ |
| ۱۱۶۱۰۹ | 2003 WT134  | ۲۱ نوامبر ۲۰۰۳ |
| ۱۱۶۱۱۰ | 2003 WV134  | ۲۱ نوامبر ۲۰۰۳ |
| ۱۱۶۱۱۱ | 2003 WD135  | ۲۱ نوامبر ۲۰۰۳ |
| ۱۱۶۱۱۲ | 2003 WH135  | ۲۱ نوامبر ۲۰۰۳ |
| ۱۱۶۱۱۳ | 2003 WW135  | ۲۱ نوامبر ۲۰۰۳ |
| ۱۱۶۱۱۴ | 2003 WZ135  | ۲۱ نوامبر ۲۰۰۳ |
| ۱۱۶۱۱۵ | 2003 WL136  | ۲۱ نوامبر ۲۰۰۳ |
| ۱۱۶۱۱۶ | 2003 WY136  | ۲۱ نوامبر ۲۰۰۳ |
| ۱۱۶۱۱۷ | 2003 WG137  | ۲۱ نوامبر ۲۰۰۳ |
| ۱۱۶۱۱۸ | 2003 WH137  | ۲۱ نوامبر ۲۰۰۳ |
| ۱۱۶۱۱۹ | 2003 WU137  | ۲۱ نوامبر ۲۰۰۳ |
| ۱۱۶۱۲۰ | 2003 WP138  | ۲۱ نوامبر ۲۰۰۳ |
| ۱۱۶۱۲۱ | 2003 WU138  | ۲۱ نوامبر ۲۰۰۳ |
| ۱۱۶۱۲۲ | 2003 WD139  | ۲۱ نوامبر ۲۰۰۳ |
| ۱۱۶۱۲۳ | 2003 WL139  | ۲۱ نوامبر ۲۰۰۳ |
| ۱۱۶۱۲۴ | 2003 WU139  | ۲۱ نوامبر ۲۰۰۳ |
| ۱۱۶۱۲۵ | 2003 WY139  | ۲۱ نوامبر ۲۰۰۳ |
| ۱۱۶۱۲۶ | 2003 WA140  | ۲۱ نوامبر ۲۰۰۳ |
| ۱۱۶۱۲۷ | 2003 WL140  | ۲۱ نوامبر ۲۰۰۳ |
| ۱۱۶۱۲۸ | 2003 WN140  | ۲۱ نوامبر ۲۰۰۳ |
| ۱۱۶۱۲۹ | 2003 WO140  | ۲۱ نوامبر ۲۰۰۳ |
| ۱۱۶۱۳۰ | 2003 WB141  | ۲۱ نوامبر ۲۰۰۳ |
| ۱۱۶۱۳۱ | 2003 WS141  | ۲۱ نوامبر ۲۰۰۳ |
| ۱۱۶۱۳۲ | 2003 WA142  | ۲۱ نوامبر ۲۰۰۳ |
| ۱۱۶۱۳۳ | 2003 WO142  | ۲۱ نوامبر ۲۰۰۳ |
| ۱۱۶۱۳۴ | 2003 WZ142  | ۲۳ نوامبر ۲۰۰۳ |
| ۱۱۶۱۳۵ | 2003 WC144  | ۲۱ نوامبر ۲۰۰۳ |
| ۱۱۶۱۳۶ | 2003 WH144  | ۲۱ نوامبر ۲۰۰۳ |
| ۱۱۶۱۳۷ | 2003 WC145  | ۲۱ نوامبر ۲۰۰۳ |
| ۱۱۶۱۳۸ | 2003 WK145  | ۲۱ نوامبر ۲۰۰۳ |
| ۱۱۶۱۳۹ | 2003 WA146  | ۲۱ نوامبر ۲۰۰۳ |
| ۱۱۶۱۴۰ | 2003 WP146  | ۲۳ نوامبر ۲۰۰۳ |
| ۱۱۶۱۴۱ | 2003 WA149  | ۲۴ نوامبر ۲۰۰۳ |
| ۱۱۶۱۴۲ | 2003 WA150  | ۲۴ نوامبر ۲۰۰۳ |
| ۱۱۶۱۴۳ | 2003 WO152  | ۲۵ نوامبر ۲۰۰۳ |
| ۱۱۶۱۴۴ | 2003 WM153  | ۲۶ نوامبر ۲۰۰۳ |
| ۱۱۶۱۴۵ | 2003 WA156  | ۲۹ نوامبر ۲۰۰۳ |
| ۱۱۶۱۴۶ | 2003 WJ156  | ۲۹ نوامبر ۲۰۰۳ |
| ۱۱۶۱۴۷ | 2003 WM157  | ۱۸ نوامبر ۲۰۰۳ |
| ۱۱۶۱۴۸ | 2003 WN157  | ۱۹ نوامبر ۲۰۰۳ |
| ۱۱۶۱۴۹ | 2003 WU158  | ۲۹ نوامبر ۲۰۰۳ |
| ۱۱۶۱۵۰ | 2003 WD163  | ۳۰ نوامبر ۲۰۰۳ |
| ۱۱۶۱۵۱ | 2003 WR164  | ۳۰ نوامبر ۲۰۰۳ |
| ۱۱۶۱۵۲ | 2003 WX165  | ۳۰ نوامبر ۲۰۰۳ |
| ۱۱۶۱۵۳ | 2003 WO166  | ۱۸ نوامبر ۲۰۰۳ |
| ۱۱۶۱۵۴ | 2003 WA168  | ۱۹ نوامبر ۲۰۰۳ |
| ۱۱۶۱۵۵ | 2003 WW168  | ۱۹ نوامبر ۲۰۰۳ |
| ۱۱۶۱۵۶ | 2003 WS170  | ۲۱ نوامبر ۲۰۰۳ |
| ۱۱۶۱۵۷ | 2003 WC171  | ۲۱ نوامبر ۲۰۰۳ |
| ۱۱۶۱۵۸ | 2003 WU171  | ۲۹ نوامبر ۲۰۰۳ |
| ۱۱۶۱۵۹ | 2003 WZ171  | ۲۹ نوامبر ۲۰۰۳ |
| ۱۱۶۱۶۰ | 2003 WK176  | ۱۹ نوامبر ۲۰۰۳ |
| ۱۱۶۱۶۱ | 2003 WS176  | ۱۹ نوامبر ۲۰۰۳ |
| ۱۱۶۱۶۲ | 2003 WL181  | ۲۰ نوامبر ۲۰۰۳ |
| ۱۱۶۱۶۳ | 2003 WW181  | ۲۱ نوامبر ۲۰۰۳ |
| ۱۱۶۱۶۴ | 2003 WD190  | ۲۴ نوامبر ۲۰۰۳ |
| ۱۱۶۱۶۵ | 2003 WU190  | ۲۰ نوامبر ۲۰۰۳ |
| ۱۱۶۱۶۶ | Andremaeder | ۳ دسامبر ۲۰۰۳  |
| ۱۱۶۱۶۷ | 2003 XG1    | ۱ دسامبر ۲۰۰۳  |
| ۱۱۶۱۶۸ | 2003 XR1    | ۱ دسامبر ۲۰۰۳  |
| ۱۱۶۱۶۹ | 2003 XL2    | ۱ دسامبر ۲۰۰۳  |
| ۱۱۶۱۷۰ | 2003 XW2    | ۱ دسامبر ۲۰۰۳  |
| ۱۱۶۱۷۱ | 2003 XX2    | ۱ دسامبر ۲۰۰۳  |
| ۱۱۶۱۷۲ | 2003 XE3    | ۱ دسامبر ۲۰۰۳  |
| ۱۱۶۱۷۳ | 2003 XF3    | ۱ دسامبر ۲۰۰۳  |
| ۱۱۶۱۷۴ | 2003 XR3    | ۱ دسامبر ۲۰۰۳  |
| ۱۱۶۱۷۵ | 2003 XZ3    | ۱ دسامبر ۲۰۰۳  |
| ۱۱۶۱۷۶ | 2003 XC4    | ۱ دسامبر ۲۰۰۳  |
| ۱۱۶۱۷۷ | 2003 XN4    | ۱ دسامبر ۲۰۰۳  |
| ۱۱۶۱۷۸ | 2003 XP4    | ۱ دسامبر ۲۰۰۳  |
| ۱۱۶۱۷۹ | 2003 XU4    | ۱ دسامبر ۲۰۰۳  |
| ۱۱۶۱۸۰ | 2003 XW4    | ۱ دسامبر ۲۰۰۳  |
| ۱۱۶۱۸۱ | 2003 XB5    | ۱ دسامبر ۲۰۰۳  |
| ۱۱۶۱۸۲ | 2003 XQ5    | ۳ دسامبر ۲۰۰۳  |
| ۱۱۶۱۸۳ | 2003 XD6    | ۳ دسامبر ۲۰۰۳  |
| ۱۱۶۱۸۴ | 2003 XH6    | ۳ دسامبر ۲۰۰۳  |
| ۱۱۶۱۸۵ | 2003 XK6    | ۳ دسامبر ۲۰۰۳  |
| ۱۱۶۱۸۶ | 2003 XZ7    | ۳ دسامبر ۲۰۰۳  |
| ۱۱۶۱۸۷ | 2003 XG8    | ۴ دسامبر ۲۰۰۳  |
| ۱۱۶۱۸۸ | 2003 XE9    | ۴ دسامبر ۲۰۰۳  |
| ۱۱۶۱۸۹ | 2003 XL9    | ۴ دسامبر ۲۰۰۳  |
| ۱۱۶۱۹۰ | 2003 XS9    | ۴ دسامبر ۲۰۰۳  |
| ۱۱۶۱۹۱ | 2003 XG10   | ۴ دسامبر ۲۰۰۳  |
| ۱۱۶۱۹۲ | 2003 XS10   | ۱۰ دسامبر ۲۰۰۳ |
| ۱۱۶۱۹۳ | 2003 XK11   | ۱۲ دسامبر ۲۰۰۳ |
| ۱۱۶۱۹۴ | 2003 XV11   | ۱۳ دسامبر ۲۰۰۳ |
| ۱۱۶۱۹۵ | 2003 XY11   | ۱۳ دسامبر ۲۰۰۳ |
| ۱۱۶۱۹۶ | 2003 XD13   | ۱۴ دسامبر ۲۰۰۳ |
| ۱۱۶۱۹۷ | 2003 XC14   | ۱۵ دسامبر ۲۰۰۳ |
| ۱۱۶۱۹۸ | 2003 XJ14   | ۱۵ دسامبر ۲۰۰۳ |
| ۱۱۶۱۹۹ | 2003 XN14   | ۱ دسامبر ۲۰۰۳  |
| ۱۱۶۲۰۰ | 2003 XY14   | ۱۵ دسامبر ۲۰۰۳ |
| ۱۱۶۲۰۱ | 2003 XS15   | ۳ دسامبر ۲۰۰۳  |
| ۱۱۶۲۰۲ | 2003 XE19   | ۱۴ دسامبر ۲۰۰۳ |
| ۱۱۶۲۰۳ | 2003 XQ20   | ۱۴ دسامبر ۲۰۰۳ |
| ۱۱۶۲۰۴ | 2003 XD22   | ۱۲ دسامبر ۲۰۰۳ |
| ۱۱۶۲۰۵ | 2003 XR22   | ۵ دسامبر ۲۰۰۳  |
| ۱۱۶۲۰۶ | 2003 XZ32   | ۱ دسامبر ۲۰۰۳  |
| ۱۱۶۲۰۷ | 2003 XS34   | ۳ دسامبر ۲۰۰۳  |
| ۱۱۶۲۰۸ | 2003 XY34   | ۳ دسامبر ۲۰۰۳  |
| ۱۱۶۲۰۹ | 2003 XC35   | ۳ دسامبر ۲۰۰۳  |
| ۱۱۶۲۱۰ | 2003 XT35   | ۳ دسامبر ۲۰۰۳  |
| ۱۱۶۲۱۱ | 2003 XA36   | ۳ دسامبر ۲۰۰۳  |
| ۱۱۶۲۱۲ | 2003 XP36   | ۳ دسامبر ۲۰۰۳  |
| ۱۱۶۲۱۳ | 2003 XS36   | ۳ دسامبر ۲۰۰۳  |
| ۱۱۶۲۱۴ | 2003 XA37   | ۳ دسامبر ۲۰۰۳  |
| ۱۱۶۲۱۵ | 2003 XW39   | ۱۳ دسامبر ۲۰۰۳ |
| ۱۱۶۲۱۶ | 2003 XA41   | ۱۴ دسامبر ۲۰۰۳ |
| ۱۱۶۲۱۷ | 2003 XK41   | ۱۴ دسامبر ۲۰۰۳ |
| ۱۱۶۲۱۸ | 2003 XQ42   | ۱۵ دسامبر ۲۰۰۳ |
| ۱۱۶۲۱۸ | 2003 YH     | ۱۶ دسامبر ۲۰۰۳ |
| ۱۱۶۲۲۰ | 2003 YO2    | ۱۷ دسامبر ۲۰۰۳ |
| ۱۱۶۲۲۱ | 2003 YU3    | ۱۹ دسامبر ۲۰۰۳ |
| ۱۱۶۲۲۲ | 2003 YW3    | ۱۶ دسامبر ۲۰۰۳ |
| ۱۱۶۲۲۳ | 2003 YD4    | ۱۶ دسامبر ۲۰۰۳ |
| ۱۱۶۲۲۴ | 2003 YN4    | ۱۶ دسامبر ۲۰۰۳ |
| ۱۱۶۲۲۵ | 2003 YS4    | ۱۶ دسامبر ۲۰۰۳ |
| ۱۱۶۲۲۶ | 2003 YU4    | ۱۶ دسامبر ۲۰۰۳ |
| ۱۱۶۲۲۷ | 2003 YX4    | ۱۶ دسامبر ۲۰۰۳ |
| ۱۱۶۲۲۸ | 2003 YZ4    | ۱۶ دسامبر ۲۰۰۳ |
| ۱۱۶۲۲۹ | 2003 YF5    | ۱۶ دسامبر ۲۰۰۳ |
| ۱۱۶۲۳۰ | 2003 YH5    | ۱۶ دسامبر ۲۰۰۳ |
| ۱۱۶۲۳۱ | 2003 YO5    | ۱۶ دسامبر ۲۰۰۳ |
| ۱۱۶۲۳۲ | 2003 YW5    | ۱۶ دسامبر ۲۰۰۳ |
| ۱۱۶۲۳۳ | 2003 YY5    | ۱۶ دسامبر ۲۰۰۳ |
| ۱۱۶۲۳۴ | 2003 YT6    | ۱۷ دسامبر ۲۰۰۳ |
| ۱۱۶۲۳۵ | 2003 YW8    | ۱۹ دسامبر ۲۰۰۳ |
| ۱۱۶۲۳۶ | 2003 YH11   | ۱۷ دسامبر ۲۰۰۳ |
| ۱۱۶۲۳۷ | 2003 YF12   | ۱۷ دسامبر ۲۰۰۳ |
| ۱۱۶۲۳۸ | 2003 YJ12   | ۱۷ دسامبر ۲۰۰۳ |
| ۱۱۶۲۳۹ | 2003 YR12   | ۱۷ دسامبر ۲۰۰۳ |
| ۱۱۶۲۴۰ | 2003 YQ13   | ۱۷ دسامبر ۲۰۰۳ |
| ۱۱۶۲۴۱ | 2003 YE14   | ۱۷ دسامبر ۲۰۰۳ |
| ۱۱۶۲۴۲ | 2003 YY14   | ۱۷ دسامبر ۲۰۰۳ |
| ۱۱۶۲۴۳ | 2003 YF15   | ۱۷ دسامبر ۲۰۰۳ |
| ۱۱۶۲۴۴ | 2003 YZ15   | ۱۷ دسامبر ۲۰۰۳ |
| ۱۱۶۲۴۵ | 2003 YC16   | ۱۷ دسامبر ۲۰۰۳ |
| ۱۱۶۲۴۶ | 2003 YK16   | ۱۷ دسامبر ۲۰۰۳ |
| ۱۱۶۲۴۷ | 2003 YJ18   | ۱۷ دسامبر ۲۰۰۳ |
| ۱۱۶۲۴۸ | 2003 YN20   | ۱۷ دسامبر ۲۰۰۳ |
| ۱۱۶۲۴۹ | 2003 YS21   | ۱۷ دسامبر ۲۰۰۳ |
| ۱۱۶۲۵۰ | 2003 YK22   | ۱۸ دسامبر ۲۰۰۳ |
| ۱۱۶۲۵۱ | 2003 YV23   | ۱۷ دسامبر ۲۰۰۳ |
| ۱۱۶۲۵۲ | 2003 YW23   | ۱۷ دسامبر ۲۰۰۳ |
| ۱۱۶۲۵۳ | 2003 YV25   | ۱۸ دسامبر ۲۰۰۳ |
| ۱۱۶۲۵۴ | 2003 YR26   | ۱۸ دسامبر ۲۰۰۳ |
| ۱۱۶۲۵۵ | 2003 YA27   | ۱۶ دسامبر ۲۰۰۳ |
| ۱۱۶۲۵۶ | 2003 YF27   | ۱۶ دسامبر ۲۰۰۳ |
| ۱۱۶۲۵۷ | 2003 YY27   | ۱۷ دسامبر ۲۰۰۳ |
| ۱۱۶۲۵۸ | 2003 YY29   | ۱۷ دسامبر ۲۰۰۳ |
| ۱۱۶۲۵۹ | 2003 YB30   | ۱۸ دسامبر ۲۰۰۳ |
| ۱۱۶۲۶۰ | 2003 YZ31   | ۱۸ دسامبر ۲۰۰۳ |
| ۱۱۶۲۶۱ | 2003 YF32   | ۱۸ دسامبر ۲۰۰۳ |
| ۱۱۶۲۶۲ | 2003 YJ32   | ۱۸ دسامبر ۲۰۰۳ |
| ۱۱۶۲۶۳ | 2003 YR32   | ۲۲ دسامبر ۲۰۰۳ |
| ۱۱۶۲۶۴ | 2003 YY32   | ۱۶ دسامبر ۲۰۰۳ |
| ۱۱۶۲۶۵ | 2003 YB33   | ۱۶ دسامبر ۲۰۰۳ |
| ۱۱۶۲۶۶ | 2003 YF33   | ۱۶ دسامبر ۲۰۰۳ |
| ۱۱۶۲۶۷ | 2003 YX33   | ۱۷ دسامبر ۲۰۰۳ |
| ۱۱۶۲۶۸ | 2003 YU34   | ۱۸ دسامبر ۲۰۰۳ |
| ۱۱۶۲۶۹ | 2003 YB35   | ۱۸ دسامبر ۲۰۰۳ |
| ۱۱۶۲۷۰ | 2003 YJ35   | ۱۹ دسامبر ۲۰۰۳ |
| ۱۱۶۲۷۱ | 2003 YQ35   | ۱۹ دسامبر ۲۰۰۳ |
| ۱۱۶۲۷۲ | 2003 YA41   | ۱۹ دسامبر ۲۰۰۳ |
| ۱۱۶۲۷۳ | 2003 YX41   | ۱۹ دسامبر ۲۰۰۳ |
| ۱۱۶۲۷۴ | 2003 YX42   | ۱۹ دسامبر ۲۰۰۳ |
| ۱۱۶۲۷۵ | 2003 YH43   | ۱۹ دسامبر ۲۰۰۳ |
| ۱۱۶۲۷۶ | 2003 YE44   | ۱۹ دسامبر ۲۰۰۳ |
| ۱۱۶۲۷۷ | 2003 YS45   | ۱۷ دسامبر ۲۰۰۳ |
| ۱۱۶۲۷۸ | 2003 YY45   | ۱۷ دسامبر ۲۰۰۳ |
| ۱۱۶۲۷۹ | 2003 YG46   | ۱۷ دسامبر ۲۰۰۳ |
| ۱۱۶۲۸۰ | 2003 YH47   | ۱۷ دسامبر ۲۰۰۳ |
| ۱۱۶۲۸۱ | 2003 YR47   | ۱۸ دسامبر ۲۰۰۳ |
| ۱۱۶۲۸۲ | 2003 YU50   | ۱۸ دسامبر ۲۰۰۳ |
| ۱۱۶۲۸۳ | 2003 YS51   | ۱۸ دسامبر ۲۰۰۳ |
| ۱۱۶۲۸۴ | 2003 YC52   | ۱۸ دسامبر ۲۰۰۳ |
| ۱۱۶۲۸۵ | 2003 YG52   | ۱۸ دسامبر ۲۰۰۳ |
| ۱۱۶۲۸۶ | 2003 YB53   | ۱۹ دسامبر ۲۰۰۳ |
| ۱۱۶۲۸۷ | 2003 YF54   | ۱۹ دسامبر ۲۰۰۳ |
| ۱۱۶۲۸۸ | 2003 YV54   | ۱۹ دسامبر ۲۰۰۳ |
| ۱۱۶۲۸۹ | 2003 YO55   | ۱۹ دسامبر ۲۰۰۳ |
| ۱۱۶۲۹۰ | 2003 YO56   | ۱۹ دسامبر ۲۰۰۳ |
| ۱۱۶۲۹۱ | 2003 YD57   | ۱۹ دسامبر ۲۰۰۳ |
| ۱۱۶۲۹۲ | 2003 YO57   | ۱۹ دسامبر ۲۰۰۳ |
| ۱۱۶۲۹۳ | 2003 YU57   | ۱۹ دسامبر ۲۰۰۳ |
| ۱۱۶۲۹۴ | 2003 YE58   | ۱۹ دسامبر ۲۰۰۳ |
| ۱۱۶۲۹۵ | 2003 YL58   | ۱۹ دسامبر ۲۰۰۳ |
| ۱۱۶۲۹۶ | 2003 YT58   | ۱۹ دسامبر ۲۰۰۳ |
| ۱۱۶۲۹۷ | 2003 YR59   | ۱۹ دسامبر ۲۰۰۳ |
| ۱۱۶۲۹۸ | 2003 YY59   | ۱۹ دسامبر ۲۰۰۳ |
| ۱۱۶۲۹۹ | 2003 YJ60   | ۱۹ دسامبر ۲۰۰۳ |
| ۱۱۶۳۰۰ | 2003 YW60   | ۱۹ دسامبر ۲۰۰۳ |
| ۱۱۶۳۰۱ | 2003 YZ60   | ۱۹ دسامبر ۲۰۰۳ |
| ۱۱۶۳۰۲ | 2003 YH61   | ۱۹ دسامبر ۲۰۰۳ |
| ۱۱۶۳۰۳ | 2003 YK61   | ۱۹ دسامبر ۲۰۰۳ |
| ۱۱۶۳۰۴ | 2003 YV61   | ۱۹ دسامبر ۲۰۰۳ |
| ۱۱۶۳۰۵ | 2003 YL62   | ۱۹ دسامبر ۲۰۰۳ |
| ۱۱۶۳۰۶ | 2003 YQ62   | ۱۹ دسامبر ۲۰۰۳ |
| ۱۱۶۳۰۷ | 2003 YX62   | ۱۹ دسامبر ۲۰۰۳ |
| ۱۱۶۳۰۸ | 2003 YR63   | ۱۹ دسامبر ۲۰۰۳ |
| ۱۱۶۳۰۹ | 2003 YF64   | ۱۹ دسامبر ۲۰۰۳ |
| ۱۱۶۳۱۰ | 2003 YA65   | ۱۹ دسامبر ۲۰۰۳ |
| ۱۱۶۳۱۱ | 2003 YQ65   | ۱۹ دسامبر ۲۰۰۳ |
| ۱۱۶۳۱۲ | 2003 YS65   | ۱۹ دسامبر ۲۰۰۳ |
| ۱۱۶۳۱۳ | 2003 YT65   | ۱۹ دسامبر ۲۰۰۳ |
| ۱۱۶۳۱۴ | 2003 YA66   | ۲۰ دسامبر ۲۰۰۳ |
| ۱۱۶۳۱۵ | 2003 YE66   | ۲۰ دسامبر ۲۰۰۳ |
| ۱۱۶۳۱۶ | 2003 YJ68   | ۱۹ دسامبر ۲۰۰۳ |
| ۱۱۶۳۱۷ | 2003 YZ68   | ۲۰ دسامبر ۲۰۰۳ |
| ۱۱۶۳۱۸ | 2003 YB69   | ۲۰ دسامبر ۲۰۰۳ |
| ۱۱۶۳۱۹ | 2003 YF69   | ۲۰ دسامبر ۲۰۰۳ |
| ۱۱۶۳۲۰ | 2003 YW69   | ۲۱ دسامبر ۲۰۰۳ |
| ۱۱۶۳۲۱ | 2003 YB70   | ۲۱ دسامبر ۲۰۰۳ |
| ۱۱۶۳۲۲ | 2003 YJ72   | ۱۸ دسامبر ۲۰۰۳ |
| ۱۱۶۳۲۳ | 2003 YP72   | ۱۸ دسامبر ۲۰۰۳ |
| ۱۱۶۳۲۴ | 2003 YT72   | ۱۸ دسامبر ۲۰۰۳ |
| ۱۱۶۳۲۵ | 2003 YV72   | ۱۸ دسامبر ۲۰۰۳ |
| ۱۱۶۳۲۶ | 2003 YH73   | ۱۸ دسامبر ۲۰۰۳ |
| ۱۱۶۳۲۷ | 2003 YJ73   | ۱۸ دسامبر ۲۰۰۳ |
| ۱۱۶۳۲۸ | 2003 YL73   | ۱۸ دسامبر ۲۰۰۳ |
| ۱۱۶۳۲۹ | 2003 YZ73   | ۱۸ دسامبر ۲۰۰۳ |
| ۱۱۶۳۳۰ | 2003 YN74   | ۱۸ دسامبر ۲۰۰۳ |
| ۱۱۶۳۳۱ | 2003 YS74   | ۱۸ دسامبر ۲۰۰۳ |
| ۱۱۶۳۳۲ | 2003 YC75   | ۱۸ دسامبر ۲۰۰۳ |
| ۱۱۶۳۳۳ | 2003 YC76   | ۱۸ دسامبر ۲۰۰۳ |
| ۱۱۶۳۳۴ | 2003 YP76   | ۱۸ دسامبر ۲۰۰۳ |
| ۱۱۶۳۳۵ | 2003 YA77   | ۱۸ دسامبر ۲۰۰۳ |
| ۱۱۶۳۳۶ | 2003 YB77   | ۱۸ دسامبر ۲۰۰۳ |
| ۱۱۶۳۳۷ | 2003 YF77   | ۱۸ دسامبر ۲۰۰۳ |
| ۱۱۶۳۳۸ | 2003 YH78   | ۱۸ دسامبر ۲۰۰۳ |
| ۱۱۶۳۳۹ | 2003 YZ78   | ۱۸ دسامبر ۲۰۰۳ |
| ۱۱۶۳۴۰ | 2003 YC81   | ۱۸ دسامبر ۲۰۰۳ |
| ۱۱۶۳۴۱ | 2003 YF81   | ۱۸ دسامبر ۲۰۰۳ |
| ۱۱۶۳۴۲ | 2003 YH81   | ۱۸ دسامبر ۲۰۰۳ |
| ۱۱۶۳۴۳ | 2003 YY83   | ۱۹ دسامبر ۲۰۰۳ |
| ۱۱۶۳۴۴ | 2003 YB84   | ۱۹ دسامبر ۲۰۰۳ |
| ۱۱۶۳۴۵ | 2003 YJ84   | ۱۹ دسامبر ۲۰۰۳ |
| ۱۱۶۳۴۶ | 2003 YP84   | ۱۹ دسامبر ۲۰۰۳ |
| ۱۱۶۳۴۷ | 2003 YQ86   | ۱۹ دسامبر ۲۰۰۳ |
| ۱۱۶۳۴۸ | 2003 YF89   | ۱۹ دسامبر ۲۰۰۳ |
| ۱۱۶۳۴۹ | 2003 YM89   | ۱۹ دسامبر ۲۰۰۳ |
| ۱۱۶۳۵۰ | 2003 YU89   | ۱۹ دسامبر ۲۰۰۳ |
| ۱۱۶۳۵۱ | 2003 YW89   | ۱۹ دسامبر ۲۰۰۳ |
| ۱۱۶۳۵۲ | 2003 YZ90   | ۲۰ دسامبر ۲۰۰۳ |
| ۱۱۶۳۵۳ | 2003 YC91   | ۲۰ دسامبر ۲۰۰۳ |
| ۱۱۶۳۵۴ | 2003 YL91   | ۲۰ دسامبر ۲۰۰۳ |
| ۱۱۶۳۵۵ | 2003 YT91   | ۲۰ دسامبر ۲۰۰۳ |
| ۱۱۶۳۵۶ | 2003 YV91   | ۲۱ دسامبر ۲۰۰۳ |
| ۱۱۶۳۵۷ | 2003 YH92   | ۲۱ دسامبر ۲۰۰۳ |
| ۱۱۶۳۵۸ | 2003 YB94   | ۲۱ دسامبر ۲۰۰۳ |
| ۱۱۶۳۵۹ | 2003 YX94   | ۱۹ دسامبر ۲۰۰۳ |
| ۱۱۶۳۶۰ | 2003 YN95   | ۱۹ دسامبر ۲۰۰۳ |
| ۱۱۶۳۶۱ | 2003 YZ95   | ۱۹ دسامبر ۲۰۰۳ |
| ۱۱۶۳۶۲ | 2003 YZ96   | ۱۹ دسامبر ۲۰۰۳ |
| ۱۱۶۳۶۳ | 2003 YN100  | ۱۹ دسامبر ۲۰۰۳ |
| ۱۱۶۳۶۴ | 2003 YQ101  | ۱۹ دسامبر ۲۰۰۳ |
| ۱۱۶۳۶۵ | 2003 YU101  | ۱۹ دسامبر ۲۰۰۳ |
| ۱۱۶۳۶۶ | 2003 YG102  | ۱۹ دسامبر ۲۰۰۳ |
| ۱۱۶۳۶۷ | 2003 YZ102  | ۱۹ دسامبر ۲۰۰۳ |
| ۱۱۶۳۶۸ | 2003 YS104  | ۲۱ دسامبر ۲۰۰۳ |
| ۱۱۶۳۶۹ | 2003 YS106  | ۲۲ دسامبر ۲۰۰۳ |
| ۱۱۶۳۷۰ | 2003 YY106  | ۲۲ دسامبر ۲۰۰۳ |
| ۱۱۶۳۷۱ | 2003 YG107  | ۲۲ دسامبر ۲۰۰۳ |
| ۱۱۶۳۷۲ | 2003 YJ108  | ۲۱ دسامبر ۲۰۰۳ |
| ۱۱۶۳۷۳ | 2003 YK108  | ۲۱ دسامبر ۲۰۰۳ |
| ۱۱۶۳۷۴ | 2003 YA110  | ۲۳ دسامبر ۲۰۰۳ |
| ۱۱۶۳۷۵ | 2003 YU111  | ۲۳ دسامبر ۲۰۰۳ |
| ۱۱۶۳۷۶ | 2003 YF113  | ۲۳ دسامبر ۲۰۰۳ |
| ۱۱۶۳۷۷ | 2003 YL113  | ۲۳ دسامبر ۲۰۰۳ |
| ۱۱۶۳۷۸ | 2003 YJ114  | ۲۵ دسامبر ۲۰۰۳ |
| ۱۱۶۳۷۹ | 2003 YB115  | ۲۷ دسامبر ۲۰۰۳ |
| ۱۱۶۳۸۰ | 2003 YU116  | ۲۷ دسامبر ۲۰۰۳ |
| ۱۱۶۳۸۱ | 2003 YV116  | ۲۷ دسامبر ۲۰۰۳ |
| ۱۱۶۳۸۲ | 2003 YF121  | ۲۷ دسامبر ۲۰۰۳ |
| ۱۱۶۳۸۳ | 2003 YG123  | ۲۷ دسامبر ۲۰۰۳ |
| ۱۱۶۳۸۴ | 2003 YQ123  | ۲۸ دسامبر ۲۰۰۳ |
| ۱۱۶۳۸۵ | 2003 YE124  | ۲۸ دسامبر ۲۰۰۳ |
| ۱۱۶۳۸۶ | 2003 YZ125  | ۲۷ دسامبر ۲۰۰۳ |
| ۱۱۶۳۸۷ | 2003 YM126  | ۲۷ دسامبر ۲۰۰۳ |
| ۱۱۶۳۸۸ | 2003 YQ126  | ۲۷ دسامبر ۲۰۰۳ |
| ۱۱۶۳۸۹ | 2003 YO127  | ۲۷ دسامبر ۲۰۰۳ |
| ۱۱۶۳۹۰ | 2003 YU127  | ۲۷ دسامبر ۲۰۰۳ |
| ۱۱۶۳۹۱ | 2003 YF128  | ۲۷ دسامبر ۲۰۰۳ |
| ۱۱۶۳۹۲ | 2003 YZ128  | ۲۷ دسامبر ۲۰۰۳ |
| ۱۱۶۳۹۳ | 2003 YF129  | ۲۷ دسامبر ۲۰۰۳ |
| ۱۱۶۳۹۴ | 2003 YR129  | ۲۷ دسامبر ۲۰۰۳ |
| ۱۱۶۳۹۵ | 2003 YC130  | ۲۷ دسامبر ۲۰۰۳ |
| ۱۱۶۳۹۶ | 2003 YJ132  | ۲۸ دسامبر ۲۰۰۳ |
| ۱۱۶۳۹۷ | 2003 YS132  | ۲۸ دسامبر ۲۰۰۳ |
| ۱۱۶۳۹۸ | 2003 YX132  | ۲۸ دسامبر ۲۰۰۳ |
| ۱۱۶۳۹۹ | 2003 YV133  | ۲۸ دسامبر ۲۰۰۳ |
| ۱۱۶۴۰۰ | 2003 YY133  | ۲۸ دسامبر ۲۰۰۳ |
| ۱۱۶۴۰۱ | 2003 YA135  | ۲۸ دسامبر ۲۰۰۳ |
| ۱۱۶۴۰۲ | 2003 YJ135  | ۲۸ دسامبر ۲۰۰۳ |
| ۱۱۶۴۰۳ | 2003 YR135  | ۲۸ دسامبر ۲۰۰۳ |
| ۱۱۶۴۰۴ | 2003 YU135  | ۲۸ دسامبر ۲۰۰۳ |
| ۱۱۶۴۰۵ | 2003 YX135  | ۲۸ دسامبر ۲۰۰۳ |
| ۱۱۶۴۰۶ | 2003 YP136  | ۱۸ دسامبر ۲۰۰۳ |
| ۱۱۶۴۰۷ | 2003 YU136  | ۲۵ دسامبر ۲۰۰۳ |
| ۱۱۶۴۰۸ | 2003 YX137  | ۲۷ دسامبر ۲۰۰۳ |
| ۱۱۶۴۰۹ | 2003 YE138  | ۲۷ دسامبر ۲۰۰۳ |
| ۱۱۶۴۱۰ | 2003 YQ138  | ۲۷ دسامبر ۲۰۰۳ |
| ۱۱۶۴۱۱ | 2003 YB139  | ۲۷ دسامبر ۲۰۰۳ |
| ۱۱۶۴۱۲ | 2003 YC139  | ۲۷ دسامبر ۲۰۰۳ |
| ۱۱۶۴۱۳ | 2003 YM139  | ۲۸ دسامبر ۲۰۰۳ |
| ۱۱۶۴۱۴ | 2003 YF141  | ۲۸ دسامبر ۲۰۰۳ |
| ۱۱۶۴۱۵ | 2003 YX141  | ۲۸ دسامبر ۲۰۰۳ |
| ۱۱۶۴۱۶ | 2003 YM142  | ۲۸ دسامبر ۲۰۰۳ |
| ۱۱۶۴۱۷ | 2003 YO143  | ۲۸ دسامبر ۲۰۰۳ |
| ۱۱۶۴۱۸ | 2003 YW143  | ۲۸ دسامبر ۲۰۰۳ |
| ۱۱۶۴۱۹ | 2003 YT144  | ۲۸ دسامبر ۲۰۰۳ |
| ۱۱۶۴۲۰ | 2003 YW146  | ۲۸ دسامبر ۲۰۰۳ |
| ۱۱۶۴۲۱ | 2003 YF149  | ۲۹ دسامبر ۲۰۰۳ |
| ۱۱۶۴۲۲ | 2003 YJ149  | ۲۹ دسامبر ۲۰۰۳ |
| ۱۱۶۴۲۳ | 2003 YD150  | ۲۹ دسامبر ۲۰۰۳ |
| ۱۱۶۴۲۴ | 2003 YV150  | ۲۹ دسامبر ۲۰۰۳ |
| ۱۱۶۴۲۵ | 2003 YX150  | ۲۹ دسامبر ۲۰۰۳ |
| ۱۱۶۴۲۶ | 2003 YG151  | ۲۹ دسامبر ۲۰۰۳ |
| ۱۱۶۴۲۷ | 2003 YH151  | ۲۹ دسامبر ۲۰۰۳ |
| ۱۱۶۴۲۸ | 2003 YX151  | ۲۹ دسامبر ۲۰۰۳ |
| ۱۱۶۴۲۹ | 2003 YB153  | ۲۹ دسامبر ۲۰۰۳ |
| ۱۱۶۴۳۰ | 2003 YD153  | ۲۹ دسامبر ۲۰۰۳ |
| ۱۱۶۴۳۱ | 2003 YF153  | ۲۹ دسامبر ۲۰۰۳ |
| ۱۱۶۴۳۲ | 2003 YM153  | ۲۹ دسامبر ۲۰۰۳ |
| ۱۱۶۴۳۳ | 2003 YN153  | ۲۹ دسامبر ۲۰۰۳ |
| ۱۱۶۴۳۴ | 2003 YK154  | ۲۹ دسامبر ۲۰۰۳ |
| ۱۱۶۴۳۵ | 2003 YJ155  | ۳۰ دسامبر ۲۰۰۳ |
| ۱۱۶۴۳۶ | 2003 YK158  | ۱۷ دسامبر ۲۰۰۳ |
| ۱۱۶۴۳۷ | 2003 YT159  | ۱۷ دسامبر ۲۰۰۳ |
| ۱۱۶۴۳۸ | 2003 YL160  | ۱۷ دسامبر ۲۰۰۳ |
| ۱۱۶۴۳۹ | 2003 YN162  | ۱۷ دسامبر ۲۰۰۳ |
| ۱۱۶۴۴۰ | 2003 YK163  | ۱۷ دسامبر ۲۰۰۳ |
| ۱۱۶۴۴۱ | 2003 YU166  | ۱۷ دسامبر ۲۰۰۳ |
| ۱۱۶۴۴۲ | 2003 YR167  | ۱۸ دسامبر ۲۰۰۳ |
| ۱۱۶۴۴۳ | 2003 YU170  | ۱۸ دسامبر ۲۰۰۳ |
| ۱۱۶۴۴۴ | 2003 YZ172  | ۱۹ دسامبر ۲۰۰۳ |
| ۱۱۶۴۴۵ | 2003 YM175  | ۱۹ دسامبر ۲۰۰۳ |
| ۱۱۶۴۴۶ | McDermid    | ۵ ژانویه ۲۰۰۴  |
| ۱۱۶۴۴۶ | 2004 AJ     | ۱۱ ژانویه ۲۰۰۴ |
| ۱۱۶۴۴۶ | 2004 AT     | ۱۲ ژانویه ۲۰۰۴ |
| ۱۱۶۴۴۶ | 2004 AU     | ۱۲ ژانویه ۲۰۰۴ |
| ۱۱۶۴۴۶ | 2004 AW     | ۱۲ ژانویه ۲۰۰۴ |
| ۱۱۶۴۵۱ | 2004 AL1    | ۱۲ ژانویه ۲۰۰۴ |
| ۱۱۶۴۵۲ | 2004 AN1    | ۱۲ ژانویه ۲۰۰۴ |
| ۱۱۶۴۵۳ | 2004 AV1    | ۱۲ ژانویه ۲۰۰۴ |
| ۱۱۶۴۵۴ | 2004 AM2    | ۱۳ ژانویه ۲۰۰۴ |
| ۱۱۶۴۵۵ | 2004 AT2    | ۱۳ ژانویه ۲۰۰۴ |
| ۱۱۶۴۵۶ | 2004 AH5    | ۱۳ ژانویه ۲۰۰۴ |
| ۱۱۶۴۵۷ | 2004 AL5    | ۱۳ ژانویه ۲۰۰۴ |
| ۱۱۶۴۵۸ | 2004 AX5    | ۱۳ ژانویه ۲۰۰۴ |
| ۱۱۶۴۵۹ | 2004 AA6    | ۱۳ ژانویه ۲۰۰۴ |
| ۱۱۶۴۶۰ | 2004 AD7    | ۱۴ ژانویه ۲۰۰۴ |
| ۱۱۶۴۶۱ | 2004 AL7    | ۱۳ ژانویه ۲۰۰۴ |
| ۱۱۶۴۶۲ | 2004 AG8    | ۱۳ ژانویه ۲۰۰۴ |
| ۱۱۶۴۶۳ | 2004 AX8    | ۱۴ ژانویه ۲۰۰۴ |
| ۱۱۶۴۶۴ | 2004 AH9    | ۱۴ ژانویه ۲۰۰۴ |
| ۱۱۶۴۶۵ | 2004 AN9    | ۱۴ ژانویه ۲۰۰۴ |
| ۱۱۶۴۶۶ | 2004 AT9    | ۱۵ ژانویه ۲۰۰۴ |
| ۱۱۶۴۶۷ | 2004 AK10   | ۱۵ ژانویه ۲۰۰۴ |
| ۱۱۶۴۶۸ | 2004 AA11   | ۲ ژانویه ۲۰۰۴  |
| ۱۱۶۴۶۹ | 2004 AJ21   | ۱۵ ژانویه ۲۰۰۴ |
| ۱۱۶۴۷۰ | 2004 AJ24   | ۱۵ ژانویه ۲۰۰۴ |
| ۱۱۶۴۷۱ | 2004 AJ26   | ۱۳ ژانویه ۲۰۰۴ |
| ۱۱۶۴۷۲ | 2004 BE2    | ۱۶ ژانویه ۲۰۰۴ |
| ۱۱۶۴۷۳ | 2004 BA3    | ۱۶ ژانویه ۲۰۰۴ |
| ۱۱۶۴۷۴ | 2004 BP3    | ۱۶ ژانویه ۲۰۰۴ |
| ۱۱۶۴۷۵ | 2004 BA4    | ۱۶ ژانویه ۲۰۰۴ |
| ۱۱۶۴۷۶ | 2004 BE4    | ۱۶ ژانویه ۲۰۰۴ |
| ۱۱۶۴۷۷ | 2004 BL5    | ۱۶ ژانویه ۲۰۰۴ |
| ۱۱۶۴۷۸ | 2004 BT5    | ۱۶ ژانویه ۲۰۰۴ |
| ۱۱۶۴۷۹ | 2004 BB6    | ۱۶ ژانویه ۲۰۰۴ |
| ۱۱۶۴۸۰ | 2004 BS6    | ۱۷ ژانویه ۲۰۰۴ |
| ۱۱۶۴۸۱ | 2004 BW6    | ۱۶ ژانویه ۲۰۰۴ |
| ۱۱۶۴۸۲ | 2004 BX6    | ۱۶ ژانویه ۲۰۰۴ |
| ۱۱۶۴۸۳ | 2004 BJ8    | ۱۷ ژانویه ۲۰۰۴ |
| ۱۱۶۴۸۴ | 2004 BD10   | ۱۶ ژانویه ۲۰۰۴ |
| ۱۱۶۴۸۵ | 2004 BS10   | ۱۷ ژانویه ۲۰۰۴ |
| ۱۱۶۴۸۶ | 2004 BV11   | ۱۶ ژانویه ۲۰۰۴ |
| ۱۱۶۴۸۷ | 2004 BC12   | ۱۶ ژانویه ۲۰۰۴ |
| ۱۱۶۴۸۸ | 2004 BG12   | ۱۶ ژانویه ۲۰۰۴ |
| ۱۱۶۴۸۹ | 2004 BN12   | ۱۷ ژانویه ۲۰۰۴ |
| ۱۱۶۴۹۰ | 2004 BR12   | ۱۷ ژانویه ۲۰۰۴ |
| ۱۱۶۴۹۱ | 2004 BU12   | ۱۷ ژانویه ۲۰۰۴ |
| ۱۱۶۴۹۲ | 2004 BG13   | ۱۷ ژانویه ۲۰۰۴ |
| ۱۱۶۴۹۳ | 2004 BL13   | ۱۷ ژانویه ۲۰۰۴ |
| ۱۱۶۴۹۴ | 2004 BE15   | ۱۶ ژانویه ۲۰۰۴ |
| ۱۱۶۴۹۵ | 2004 BS15   | ۱۷ ژانویه ۲۰۰۴ |
| ۱۱۶۴۹۶ | 2004 BH16   | ۱۸ ژانویه ۲۰۰۴ |
| ۱۱۶۴۹۷ | 2004 BG17   | ۱۷ ژانویه ۲۰۰۴ |
| ۱۱۶۴۹۸ | 2004 BS19   | ۱۷ ژانویه ۲۰۰۴ |
| ۱۱۶۴۹۹ | 2004 BF21   | ۱۷ ژانویه ۲۰۰۴ |
| ۱۱۶۵۰۰ | 2004 BG22   | ۱۷ ژانویه ۲۰۰۴ |
| ۱۱۶۵۰۱ | 2004 BP22   | ۱۷ ژانویه ۲۰۰۴ |
| ۱۱۶۵۰۲ | 2004 BV22   | ۱۷ ژانویه ۲۰۰۴ |
| ۱۱۶۵۰۳ | 2004 BN23   | ۱۸ ژانویه ۲۰۰۴ |
| ۱۱۶۵۰۴ | 2004 BV23   | ۱۹ ژانویه ۲۰۰۴ |
| ۱۱۶۵۰۵ | 2004 BN25   | ۱۹ ژانویه ۲۰۰۴ |
| ۱۱۶۵۰۶ | 2004 BQ25   | ۱۹ ژانویه ۲۰۰۴ |
| ۱۱۶۵۰۷ | 2004 BL26   | ۲۱ ژانویه ۲۰۰۴ |
| ۱۱۶۵۰۸ | 2004 BO26   | ۲۱ ژانویه ۲۰۰۴ |
| ۱۱۶۵۰۹ | 2004 BH27   | ۱۹ ژانویه ۲۰۰۴ |
| ۱۱۶۵۱۰ | 2004 BK30   | ۱۸ ژانویه ۲۰۰۴ |
| ۱۱۶۵۱۱ | 2004 BW34   | ۱۹ ژانویه ۲۰۰۴ |
| ۱۱۶۵۱۲ | 2004 BN38   | ۲۰ ژانویه ۲۰۰۴ |
| ۱۱۶۵۱۳ | 2004 BM39   | ۲۱ ژانویه ۲۰۰۴ |
| ۱۱۶۵۱۴ | 2004 BS39   | ۲۱ ژانویه ۲۰۰۴ |
| ۱۱۶۵۱۵ | 2004 BF40   | ۲۱ ژانویه ۲۰۰۴ |
| ۱۱۶۵۱۶ | 2004 BA42   | ۱۹ ژانویه ۲۰۰۴ |
| ۱۱۶۵۱۷ | 2004 BG42   | ۱۹ ژانویه ۲۰۰۴ |
| ۱۱۶۵۱۸ | 2004 BS42   | ۱۹ ژانویه ۲۰۰۴ |
| ۱۱۶۵۱۹ | 2004 BF43   | ۲۲ ژانویه ۲۰۰۴ |
| ۱۱۶۵۲۰ | 2004 BC44   | ۲۲ ژانویه ۲۰۰۴ |
| ۱۱۶۵۲۱ | 2004 BG44   | ۲۲ ژانویه ۲۰۰۴ |
| ۱۱۶۵۲۲ | 2004 BV44   | ۲۱ ژانویه ۲۰۰۴ |
| ۱۱۶۵۲۳ | 2004 BH46   | ۲۱ ژانویه ۲۰۰۴ |
| ۱۱۶۵۲۴ | 2004 BP46   | ۲۱ ژانویه ۲۰۰۴ |
| ۱۱۶۵۲۵ | 2004 BG47   | ۲۱ ژانویه ۲۰۰۴ |
| ۱۱۶۵۲۶ | 2004 BS47   | ۲۱ ژانویه ۲۰۰۴ |
| ۱۱۶۵۲۷ | 2004 BJ51   | ۲۱ ژانویه ۲۰۰۴ |
| ۱۱۶۵۲۸ | 2004 BA52   | ۲۱ ژانویه ۲۰۰۴ |
| ۱۱۶۵۲۹ | 2004 BV52   | ۲۱ ژانویه ۲۰۰۴ |
| ۱۱۶۵۳۰ | 2004 BQ54   | ۲۲ ژانویه ۲۰۰۴ |
| ۱۱۶۵۳۱ | 2004 BA55   | ۲۲ ژانویه ۲۰۰۴ |
| ۱۱۶۵۳۲ | 2004 BM56   | ۲۳ ژانویه ۲۰۰۴ |
| ۱۱۶۵۳۳ | 2004 BY56   | ۲۳ ژانویه ۲۰۰۴ |
| ۱۱۶۵۳۴ | 2004 BU57   | ۲۳ ژانویه ۲۰۰۴ |
| ۱۱۶۵۳۵ | 2004 BE58   | ۲۳ ژانویه ۲۰۰۴ |
| ۱۱۶۵۳۶ | 2004 BF58   | ۲۳ ژانویه ۲۰۰۴ |
| ۱۱۶۵۳۷ | 2004 BC59   | ۲۳ ژانویه ۲۰۰۴ |
| ۱۱۶۵۳۸ | 2004 BM59   | ۲۴ ژانویه ۲۰۰۴ |
| ۱۱۶۵۳۹ | 2004 BU60   | ۲۱ ژانویه ۲۰۰۴ |
| ۱۱۶۵۴۰ | 2004 BH61   | ۲۱ ژانویه ۲۰۰۴ |
| ۱۱۶۵۴۱ | 2004 BQ62   | ۲۲ ژانویه ۲۰۰۴ |
| ۱۱۶۵۴۲ | 2004 BR68   | ۲۷ ژانویه ۲۰۰۴ |
| ۱۱۶۵۴۳ | 2004 BZ69   | ۲۱ ژانویه ۲۰۰۴ |
| ۱۱۶۵۴۴ | 2004 BK72   | ۲۳ ژانویه ۲۰۰۴ |
| ۱۱۶۵۴۵ | 2004 BE73   | ۲۴ ژانویه ۲۰۰۴ |
| ۱۱۶۵۴۶ | 2004 BW73   | ۲۴ ژانویه ۲۰۰۴ |
| ۱۱۶۵۴۷ | 2004 BK74   | ۲۴ ژانویه ۲۰۰۴ |
| ۱۱۶۵۴۸ | 2004 BN74   | ۲۴ ژانویه ۲۰۰۴ |
| ۱۱۶۵۴۹ | 2004 BR74   | ۲۴ ژانویه ۲۰۰۴ |
| ۱۱۶۵۵۰ | 2004 BT74   | ۲۴ ژانویه ۲۰۰۴ |
| ۱۱۶۵۵۱ | 2004 BF75   | ۲۲ ژانویه ۲۰۰۴ |
| ۱۱۶۵۵۲ | 2004 BH75   | ۲۲ ژانویه ۲۰۰۴ |
| ۱۱۶۵۵۳ | 2004 BZ75   | ۲۳ ژانویه ۲۰۰۴ |
| ۱۱۶۵۵۴ | 2004 BY76   | ۲۷ ژانویه ۲۰۰۴ |
| ۱۱۶۵۵۵ | 2004 BK78   | ۲۲ ژانویه ۲۰۰۴ |
| ۱۱۶۵۵۶ | 2004 BP79   | ۲۲ ژانویه ۲۰۰۴ |
| ۱۱۶۵۵۷ | 2004 BC80   | ۲۴ ژانویه ۲۰۰۴ |
| ۱۱۶۵۵۸ | 2004 BH82   | ۲۷ ژانویه ۲۰۰۴ |
| ۱۱۶۵۵۹ | 2004 BT82   | ۲۳ ژانویه ۲۰۰۴ |
| ۱۱۶۵۶۰ | 2004 BU82   | ۲۳ ژانویه ۲۰۰۴ |
| ۱۱۶۵۶۱ | 2004 BV82   | ۲۳ ژانویه ۲۰۰۴ |
| ۱۱۶۵۶۲ | 2004 BH83   | ۲۳ ژانویه ۲۰۰۴ |
| ۱۱۶۵۶۳ | 2004 BO83   | ۲۲ ژانویه ۲۰۰۴ |
| ۱۱۶۵۶۴ | 2004 BA84   | ۲۳ ژانویه ۲۰۰۴ |
| ۱۱۶۵۶۵ | 2004 BN84   | ۲۵ ژانویه ۲۰۰۴ |
| ۱۱۶۵۶۶ | 2004 BT84   | ۲۷ ژانویه ۲۰۰۴ |
| ۱۱۶۵۶۷ | 2004 BV84   | ۲۷ ژانویه ۲۰۰۴ |
| ۱۱۶۵۶۸ | 2004 BZ84   | ۲۷ ژانویه ۲۰۰۴ |
| ۱۱۶۵۶۹ | 2004 BD87   | ۲۲ ژانویه ۲۰۰۴ |
| ۱۱۶۵۷۰ | 2004 BS87   | ۲۳ ژانویه ۲۰۰۴ |
| ۱۱۶۵۷۱ | 2004 BW87   | ۲۳ ژانویه ۲۰۰۴ |
| ۱۱۶۵۷۲ | 2004 BD88   | ۲۳ ژانویه ۲۰۰۴ |
| ۱۱۶۵۷۳ | 2004 BZ88   | ۲۳ ژانویه ۲۰۰۴ |
| ۱۱۶۵۷۴ | 2004 BY90   | ۲۴ ژانویه ۲۰۰۴ |
| ۱۱۶۵۷۵ | 2004 BZ90   | ۲۴ ژانویه ۲۰۰۴ |
| ۱۱۶۵۷۶ | 2004 BA91   | ۲۴ ژانویه ۲۰۰۴ |
| ۱۱۶۵۷۷ | 2004 BN91   | ۲۴ ژانویه ۲۰۰۴ |
| ۱۱۶۵۷۸ | 2004 BB92   | ۲۶ ژانویه ۲۰۰۴ |
| ۱۱۶۵۷۹ | 2004 BD92   | ۲۶ ژانویه ۲۰۰۴ |
| ۱۱۶۵۸۰ | 2004 BX92   | ۲۷ ژانویه ۲۰۰۴ |
| ۱۱۶۵۸۱ | 2004 BZ92   | ۲۷ ژانویه ۲۰۰۴ |
| ۱۱۶۵۸۲ | 2004 BD93   | ۲۷ ژانویه ۲۰۰۴ |
| ۱۱۶۵۸۳ | 2004 BJ94   | ۲۸ ژانویه ۲۰۰۴ |
| ۱۱۶۵۸۴ | 2004 BZ94   | ۲۸ ژانویه ۲۰۰۴ |
| ۱۱۶۵۸۵ | 2004 BX95   | ۲۷ ژانویه ۲۰۰۴ |
| ۱۱۶۵۸۶ | 2004 BK97   | ۲۶ ژانویه ۲۰۰۴ |
| ۱۱۶۵۸۷ | 2004 BO97   | ۲۶ ژانویه ۲۰۰۴ |
| ۱۱۶۵۸۸ | 2004 BJ98   | ۲۷ ژانویه ۲۰۰۴ |
| ۱۱۶۵۸۹ | 2004 BV98   | ۲۷ ژانویه ۲۰۰۴ |
| ۱۱۶۵۹۰ | 2004 BK100  | ۲۸ ژانویه ۲۰۰۴ |
| ۱۱۶۵۹۱ | 2004 BT102  | ۲۹ ژانویه ۲۰۰۴ |
| ۱۱۶۵۹۲ | 2004 BF103  | ۳۰ ژانویه ۲۰۰۴ |
| ۱۱۶۵۹۳ | 2004 BA104  | ۲۳ ژانویه ۲۰۰۴ |
| ۱۱۶۵۹۴ | 2004 BF104  | ۲۳ ژانویه ۲۰۰۴ |
| ۱۱۶۵۹۵ | 2004 BL104  | ۲۳ ژانویه ۲۰۰۴ |
| ۱۱۶۵۹۶ | 2004 BV104  | ۲۴ ژانویه ۲۰۰۴ |
| ۱۱۶۵۹۷ | 2004 BL105  | ۲۴ ژانویه ۲۰۰۴ |
| ۱۱۶۵۹۸ | 2004 BN105  | ۲۴ ژانویه ۲۰۰۴ |
| ۱۱۶۵۹۹ | 2004 BG106  | ۲۶ ژانویه ۲۰۰۴ |
| ۱۱۶۶۰۰ | 2004 BH106  | ۲۶ ژانویه ۲۰۰۴ |
| ۱۱۶۶۰۱ | 2004 BP106  | ۲۶ ژانویه ۲۰۰۴ |
| ۱۱۶۶۰۲ | 2004 BS107  | ۲۸ ژانویه ۲۰۰۴ |
| ۱۱۶۶۰۳ | 2004 BJ108  | ۲۸ ژانویه ۲۰۰۴ |
| ۱۱۶۶۰۴ | 2004 BQ108  | ۲۸ ژانویه ۲۰۰۴ |
| ۱۱۶۶۰۵ | 2004 BJ109  | ۲۸ ژانویه ۲۰۰۴ |
| ۱۱۶۶۰۶ | 2004 BB110  | ۲۸ ژانویه ۲۰۰۴ |
| ۱۱۶۶۰۷ | 2004 BT110  | ۲۸ ژانویه ۲۰۰۴ |
| ۱۱۶۶۰۸ | 2004 BA111  | ۲۹ ژانویه ۲۰۰۴ |
| ۱۱۶۶۰۹ | 2004 BO111  | ۲۹ ژانویه ۲۰۰۴ |
| ۱۱۶۶۱۰ | 2004 BO113  | ۲۸ ژانویه ۲۰۰۴ |
| ۱۱۶۶۱۱ | 2004 BZ113  | ۲۹ ژانویه ۲۰۰۴ |
| ۱۱۶۶۱۲ | 2004 BE114  | ۲۹ ژانویه ۲۰۰۴ |
| ۱۱۶۶۱۳ | 2004 BR114  | ۲۹ ژانویه ۲۰۰۴ |
| ۱۱۶۶۱۴ | 2004 BT114  | ۲۹ ژانویه ۲۰۰۴ |
| ۱۱۶۶۱۵ | 2004 BA115  | ۳۰ ژانویه ۲۰۰۴ |
| ۱۱۶۶۱۶ | 2004 BH115  | ۳۰ ژانویه ۲۰۰۴ |
| ۱۱۶۶۱۷ | 2004 BJ115  | ۳۰ ژانویه ۲۰۰۴ |
| ۱۱۶۶۱۸ | 2004 BU116  | ۲۷ ژانویه ۲۰۰۴ |
| ۱۱۶۶۱۹ | 2004 BY117  | ۲۹ ژانویه ۲۰۰۴ |
| ۱۱۶۶۲۰ | 2004 BC118  | ۲۹ ژانویه ۲۰۰۴ |
| ۱۱۶۶۲۱ | 2004 BG118  | ۲۹ ژانویه ۲۰۰۴ |
| ۱۱۶۶۲۲ | 2004 BM118  | ۲۹ ژانویه ۲۰۰۴ |
| ۱۱۶۶۲۳ | 2004 BN118  | ۲۹ ژانویه ۲۰۰۴ |
| ۱۱۶۶۲۴ | 2004 BR118  | ۳۰ ژانویه ۲۰۰۴ |
| ۱۱۶۶۲۵ | 2004 BT118  | ۳۰ ژانویه ۲۰۰۴ |
| ۱۱۶۶۲۶ | 2004 BJ119  | ۳۰ ژانویه ۲۰۰۴ |
| ۱۱۶۶۲۷ | 2004 BB121  | ۳۱ ژانویه ۲۰۰۴ |
| ۱۱۶۶۲۸ | 2004 BB122  | ۲۸ ژانویه ۲۰۰۴ |
| ۱۱۶۶۲۹ | 2004 BD122  | ۳۰ ژانویه ۲۰۰۴ |
| ۱۱۶۶۳۰ | 2004 BD124  | ۱۸ ژانویه ۲۰۰۴ |
| ۱۱۶۶۳۱ | 2004 BK124  | ۱۶ ژانویه ۲۰۰۴ |
| ۱۱۶۶۳۲ | 2004 BQ141  | ۱۹ ژانویه ۲۰۰۴ |
| ۱۱۶۶۳۳ | 2004 BV147  | ۱۶ ژانویه ۲۰۰۴ |
| ۱۱۶۶۳۴ | 2004 BM150  | ۱۷ ژانویه ۲۰۰۴ |
| ۱۱۶۶۳۵ | 2004 BT151  | ۱۸ ژانویه ۲۰۰۴ |
| ۱۱۶۶۳۶ | 2004 BC152  | ۱۹ ژانویه ۲۰۰۴ |
| ۱۱۶۶۳۷ | 2004 BR155  | ۲۸ ژانویه ۲۰۰۴ |
| ۱۱۶۶۳۷ | 2004 CD     | ۲ فوریه ۲۰۰۴   |
| ۱۱۶۶۳۷ | 2004 CF     | ۲ فوریه ۲۰۰۴   |
| ۱۱۶۶۴۰ | 2004 CK1    | ۱۰ فوریه ۲۰۰۴  |
| ۱۱۶۶۴۱ | 2004 CL3    | ۱۰ فوریه ۲۰۰۴  |
| ۱۱۶۶۴۲ | 2004 CU3    | ۱۰ فوریه ۲۰۰۴  |
| ۱۱۶۶۴۳ | 2004 CB4    | ۱۰ فوریه ۲۰۰۴  |
| ۱۱۶۶۴۴ | 2004 CV11   | ۱۱ فوریه ۲۰۰۴  |
| ۱۱۶۶۴۵ | 2004 CT12   | ۱۱ فوریه ۲۰۰۴  |
| ۱۱۶۶۴۶ | 2004 CN13   | ۱۱ فوریه ۲۰۰۴  |
| ۱۱۶۶۴۷ | 2004 CY13   | ۱۱ فوریه ۲۰۰۴  |
| ۱۱۶۶۴۸ | 2004 CA14   | ۱۱ فوریه ۲۰۰۴  |
| ۱۱۶۶۴۹ | 2004 CY17   | ۱۰ فوریه ۲۰۰۴  |
| ۱۱۶۶۵۰ | 2004 CL21   | ۱۱ فوریه ۲۰۰۴  |
| ۱۱۶۶۵۱ | 2004 CL24   | ۱۲ فوریه ۲۰۰۴  |
| ۱۱۶۶۵۲ | 2004 CX24   | ۱۲ فوریه ۲۰۰۴  |
| ۱۱۶۶۵۳ | 2004 CJ29   | ۱۲ فوریه ۲۰۰۴  |
| ۱۱۶۶۵۴ | 2004 CV30   | ۱۲ فوریه ۲۰۰۴  |
| ۱۱۶۶۵۵ | 2004 CW33   | ۱۲ فوریه ۲۰۰۴  |
| ۱۱۶۶۵۶ | 2004 CY35   | ۱۱ فوریه ۲۰۰۴  |
| ۱۱۶۶۵۷ | 2004 CM36   | ۱۲ فوریه ۲۰۰۴  |
| ۱۱۶۶۵۸ | 2004 CR36   | ۱۲ فوریه ۲۰۰۴  |
| ۱۱۶۶۵۹ | 2004 CW36   | ۱۲ فوریه ۲۰۰۴  |
| ۱۱۶۶۶۰ | 2004 CV37   | ۱۳ فوریه ۲۰۰۴  |
| ۱۱۶۶۶۱ | 2004 CU38   | ۱۰ فوریه ۲۰۰۴  |
| ۱۱۶۶۶۲ | 2004 CW39   | ۱۲ فوریه ۲۰۰۴  |
| ۱۱۶۶۶۳ | 2004 CJ40   | ۱۱ فوریه ۲۰۰۴  |
| ۱۱۶۶۶۴ | 2004 CL40   | ۱۲ فوریه ۲۰۰۴  |
| ۱۱۶۶۶۵ | 2004 CM40   | ۱۲ فوریه ۲۰۰۴  |
| ۱۱۶۶۶۶ | 2004 CQ40   | ۱۲ فوریه ۲۰۰۴  |
| ۱۱۶۶۶۷ | 2004 CN41   | ۱۴ فوریه ۲۰۰۴  |
| ۱۱۶۶۶۸ | 2004 CQ42   | ۱۱ فوریه ۲۰۰۴  |
| ۱۱۶۶۶۹ | 2004 CQ46   | ۱۳ فوریه ۲۰۰۴  |
| ۱۱۶۶۷۰ | 2004 CK49   | ۱۵ فوریه ۲۰۰۴  |
| ۱۱۶۶۷۱ | 2004 CQ53   | ۱۱ فوریه ۲۰۰۴  |
| ۱۱۶۶۷۲ | 2004 CZ56   | ۱۰ فوریه ۲۰۰۴  |
| ۱۱۶۶۷۳ | 2004 CP60   | ۱۱ فوریه ۲۰۰۴  |
| ۱۱۶۶۷۴ | 2004 CX61   | ۱۱ فوریه ۲۰۰۴  |
| ۱۱۶۶۷۵ | 2004 CH65   | ۱۴ فوریه ۲۰۰۴  |
| ۱۱۶۶۷۶ | 2004 CC66   | ۱۵ فوریه ۲۰۰۴  |
| ۱۱۶۶۷۷ | 2004 CT67   | ۱۰ فوریه ۲۰۰۴  |
| ۱۱۶۶۷۸ | 2004 CX67   | ۱۰ فوریه ۲۰۰۴  |
| ۱۱۶۶۷۹ | 2004 CH69   | ۱۱ فوریه ۲۰۰۴  |
| ۱۱۶۶۸۰ | 2004 CK69   | ۱۱ فوریه ۲۰۰۴  |
| ۱۱۶۶۸۱ | 2004 CF70   | ۱۱ فوریه ۲۰۰۴  |
| ۱۱۶۶۸۲ | 2004 CW70   | ۱۲ فوریه ۲۰۰۴  |
| ۱۱۶۶۸۳ | 2004 CY71   | ۱۳ فوریه ۲۰۰۴  |
| ۱۱۶۶۸۴ | 2004 CO72   | ۱۳ فوریه ۲۰۰۴  |
| ۱۱۶۶۸۵ | 2004 CG77   | ۱۱ فوریه ۲۰۰۴  |
| ۱۱۶۶۸۶ | 2004 CM77   | ۱۱ فوریه ۲۰۰۴  |
| ۱۱۶۶۸۷ | 2004 CE78   | ۱۱ فوریه ۲۰۰۴  |
| ۱۱۶۶۸۸ | 2004 CC80   | ۱۱ فوریه ۲۰۰۴  |
| ۱۱۶۶۸۹ | 2004 CB83   | ۱۲ فوریه ۲۰۰۴  |
| ۱۱۶۶۹۰ | 2004 CM83   | ۱۲ فوریه ۲۰۰۴  |
| ۱۱۶۶۹۱ | 2004 CW83   | ۱۲ فوریه ۲۰۰۴  |
| ۱۱۶۶۹۲ | 2004 CZ84   | ۱۳ فوریه ۲۰۰۴  |
| ۱۱۶۶۹۳ | 2004 CD85   | ۱۳ فوریه ۲۰۰۴  |
| ۱۱۶۶۹۴ | 2004 CW85   | ۱۴ فوریه ۲۰۰۴  |
| ۱۱۶۶۹۵ | 2004 CQ91   | ۱۳ فوریه ۲۰۰۴  |
| ۱۱۶۶۹۶ | 2004 CH92   | ۱۴ فوریه ۲۰۰۴  |
| ۱۱۶۶۹۷ | 2004 CO92   | ۱۴ فوریه ۲۰۰۴  |
| ۱۱۶۶۹۸ | 2004 CZ97   | ۱۴ فوریه ۲۰۰۴  |
| ۱۱۶۶۹۹ | 2004 CP98   | ۱۴ فوریه ۲۰۰۴  |
| ۱۱۶۷۰۰ | 2004 CW99   | ۱۵ فوریه ۲۰۰۴  |
| ۱۱۶۷۰۱ | 2004 CJ101  | ۱۵ فوریه ۲۰۰۴  |
| ۱۱۶۷۰۲ | 2004 CM101  | ۱۲ فوریه ۲۰۰۴  |
| ۱۱۶۷۰۳ | 2004 CS101  | ۱۲ فوریه ۲۰۰۴  |
| ۱۱۶۷۰۴ | 2004 CZ101  | ۱۲ فوریه ۲۰۰۴  |
| ۱۱۶۷۰۵ | 2004 CO102  | ۱۲ فوریه ۲۰۰۴  |
| ۱۱۶۷۰۶ | 2004 CR102  | ۱۲ فوریه ۲۰۰۴  |
| ۱۱۶۷۰۷ | 2004 CD107  | ۱۴ فوریه ۲۰۰۴  |
| ۱۱۶۷۰۸ | 2004 CE113  | ۱۳ فوریه ۲۰۰۴  |
| ۱۱۶۷۰۹ | 2004 CS113  | ۱۳ فوریه ۲۰۰۴  |
| ۱۱۶۷۱۰ | 2004 CF114  | ۱۳ فوریه ۲۰۰۴  |
| ۱۱۶۷۱۱ | 2004 DY3    | ۱۶ فوریه ۲۰۰۴  |
| ۱۱۶۷۱۲ | 2004 DX4    | ۱۶ فوریه ۲۰۰۴  |
| ۱۱۶۷۱۳ | 2004 DZ4    | ۱۶ فوریه ۲۰۰۴  |
| ۱۱۶۷۱۴ | 2004 DO6    | ۱۶ فوریه ۲۰۰۴  |
| ۱۱۶۷۱۵ | 2004 DQ6    | ۱۶ فوریه ۲۰۰۴  |
| ۱۱۶۷۱۶ | 2004 DM7    | ۱۷ فوریه ۲۰۰۴  |
| ۱۱۶۷۱۷ | 2004 DU8    | ۱۷ فوریه ۲۰۰۴  |
| ۱۱۶۷۱۸ | 2004 DV8    | ۱۷ فوریه ۲۰۰۴  |
| ۱۱۶۷۱۹ | 2004 DN10   | ۱۸ فوریه ۲۰۰۴  |
| ۱۱۶۷۲۰ | 2004 DG11   | ۱۶ فوریه ۲۰۰۴  |
| ۱۱۶۷۲۱ | 2004 DT11   | ۱۷ فوریه ۲۰۰۴  |
| ۱۱۶۷۲۲ | 2004 DS12   | ۱۶ فوریه ۲۰۰۴  |
| ۱۱۶۷۲۳ | 2004 DC13   | ۱۶ فوریه ۲۰۰۴  |
| ۱۱۶۷۲۴ | 2004 DE13   | ۱۶ فوریه ۲۰۰۴  |
| ۱۱۶۷۲۵ | 2004 DG13   | ۱۶ فوریه ۲۰۰۴  |
| ۱۱۶۷۲۶ | 2004 DK14   | ۱۶ فوریه ۲۰۰۴  |
| ۱۱۶۷۲۷ | 2004 DL16   | ۱۷ فوریه ۲۰۰۴  |
| ۱۱۶۷۲۸ | 2004 DZ20   | ۱۷ فوریه ۲۰۰۴  |
| ۱۱۶۷۲۹ | 2004 DR22   | ۱۸ فوریه ۲۰۰۴  |
| ۱۱۶۷۳۰ | 2004 DC23   | ۱۸ فوریه ۲۰۰۴  |
| ۱۱۶۷۳۱ | 2004 DC24   | ۱۹ فوریه ۲۰۰۴  |
| ۱۱۶۷۳۲ | 2004 DO24   | ۱۹ فوریه ۲۰۰۴  |
| ۱۱۶۷۳۳ | 2004 DY25   | ۱۶ فوریه ۲۰۰۴  |
| ۱۱۶۷۳۴ | 2004 DD34   | ۱۸ فوریه ۲۰۰۴  |
| ۱۱۶۷۳۵ | 2004 DD37   | ۱۹ فوریه ۲۰۰۴  |
| ۱۱۶۷۳۶ | 2004 DE37   | ۱۹ فوریه ۲۰۰۴  |
| ۱۱۶۷۳۷ | 2004 DC38   | ۱۹ فوریه ۲۰۰۴  |
| ۱۱۶۷۳۸ | 2004 DT41   | ۱۹ فوریه ۲۰۰۴  |
| ۱۱۶۷۳۹ | 2004 DX41   | ۱۹ فوریه ۲۰۰۴  |
| ۱۱۶۷۴۰ | 2004 DA45   | ۱۹ فوریه ۲۰۰۴  |
| ۱۱۶۷۴۱ | 2004 DR45   | ۲۶ فوریه ۲۰۰۴  |
| ۱۱۶۷۴۲ | 2004 DV47   | ۱۹ فوریه ۲۰۰۴  |
| ۱۱۶۷۴۳ | 2004 DB48   | ۱۹ فوریه ۲۰۰۴  |
| ۱۱۶۷۴۴ | 2004 DD48   | ۱۹ فوریه ۲۰۰۴  |
| ۱۱۶۷۴۵ | 2004 DO48   | ۱۹ فوریه ۲۰۰۴  |
| ۱۱۶۷۴۶ | 2004 DC49   | ۱۹ فوریه ۲۰۰۴  |
| ۱۱۶۷۴۷ | 2004 DC51   | ۲۳ فوریه ۲۰۰۴  |
| ۱۱۶۷۴۸ | 2004 DX51   | ۲۳ فوریه ۲۰۰۴  |
| ۱۱۶۷۴۹ | 2004 DE52   | ۲۵ فوریه ۲۰۰۴  |
| ۱۱۶۷۵۰ | 2004 DG52   | ۲۵ فوریه ۲۰۰۴  |
| ۱۱۶۷۵۱ | 2004 DT52   | ۲۵ فوریه ۲۰۰۴  |
| ۱۱۶۷۵۲ | 2004 DZ52   | ۲۵ فوریه ۲۰۰۴  |
| ۱۱۶۷۵۳ | 2004 DD60   | ۲۶ فوریه ۲۰۰۴  |
| ۱۱۶۷۵۴ | 2004 DT60   | ۲۶ فوریه ۲۰۰۴  |
| ۱۱۶۷۵۵ | 2004 DG66   | ۲۳ فوریه ۲۰۰۴  |
| ۱۱۶۷۵۶ | 2004 DV74   | ۱۷ فوریه ۲۰۰۴  |
| ۱۱۶۷۵۷ | 2004 EF1    | ۱۴ مارس ۲۰۰۴   |
| ۱۱۶۷۵۸ | 2004 EA3    | ۱۰ مارس ۲۰۰۴   |
| ۱۱۶۷۵۹ | 2004 EH4    | ۱۱ مارس ۲۰۰۴   |
| ۱۱۶۷۶۰ | 2004 EF5    | ۱۱ مارس ۲۰۰۴   |
| ۱۱۶۷۶۱ | 2004 ED6    | ۱۲ مارس ۲۰۰۴   |
| ۱۱۶۷۶۲ | 2004 ER7    | ۱۲ مارس ۲۰۰۴   |
| ۱۱۶۷۶۳ | 2004 EW7    | ۱۳ مارس ۲۰۰۴   |
| ۱۱۶۷۶۴ | 2004 EO8    | ۱۳ مارس ۲۰۰۴   |
| ۱۱۶۷۶۵ | 2004 ES8    | ۱۳ مارس ۲۰۰۴   |
| ۱۱۶۷۶۶ | 2004 EJ10   | ۱۴ مارس ۲۰۰۴   |
| ۱۱۶۷۶۷ | 2004 ET11   | ۱۰ مارس ۲۰۰۴   |
| ۱۱۶۷۶۸ | 2004 EE13   | ۱۱ مارس ۲۰۰۴   |
| ۱۱۶۷۶۹ | 2004 EN14   | ۱۱ مارس ۲۰۰۴   |
| ۱۱۶۷۷۰ | 2004 ED15   | ۱۱ مارس ۲۰۰۴   |
| ۱۱۶۷۷۱ | 2004 EN17   | ۱۲ مارس ۲۰۰۴   |
| ۱۱۶۷۷۲ | 2004 EP17   | ۱۲ مارس ۲۰۰۴   |
| ۱۱۶۷۷۳ | 2004 ED18   | ۱۲ مارس ۲۰۰۴   |
| ۱۱۶۷۷۴ | 2004 EV18   | ۱۴ مارس ۲۰۰۴   |
| ۱۱۶۷۷۵ | 2004 EW21   | ۱۵ مارس ۲۰۰۴   |
| ۱۱۶۷۷۶ | 2004 ED22   | ۱۴ مارس ۲۰۰۴   |
| ۱۱۶۷۷۷ | 2004 EJ22   | ۱۵ مارس ۲۰۰۴   |
| ۱۱۶۷۷۸ | 2004 EY25   | ۱۳ مارس ۲۰۰۴   |
| ۱۱۶۷۷۹ | 2004 EM29   | ۱۵ مارس ۲۰۰۴   |
| ۱۱۶۷۸۰ | 2004 EH31   | ۱۳ مارس ۲۰۰۴   |
| ۱۱۶۷۸۱ | 2004 EL31   | ۱۴ مارس ۲۰۰۴   |
| ۱۱۶۷۸۲ | 2004 EV31   | ۱۴ مارس ۲۰۰۴   |
| ۱۱۶۷۸۳ | 2004 EW31   | ۱۴ مارس ۲۰۰۴   |
| ۱۱۶۷۸۴ | 2004 EC34   | ۱۲ مارس ۲۰۰۴   |
| ۱۱۶۷۸۵ | 2004 EJ34   | ۱۲ مارس ۲۰۰۴   |
| ۱۱۶۷۸۶ | 2004 EN34   | ۱۲ مارس ۲۰۰۴   |
| ۱۱۶۷۸۷ | 2004 EX34   | ۱۲ مارس ۲۰۰۴   |
| ۱۱۶۷۸۸ | 2004 EJ35   | ۱۲ مارس ۲۰۰۴   |
| ۱۱۶۷۸۹ | 2004 EU38   | ۱۴ مارس ۲۰۰۴   |
| ۱۱۶۷۹۰ | 2004 EX38   | ۱۴ مارس ۲۰۰۴   |
| ۱۱۶۷۹۱ | 2004 EZ40   | ۱۵ مارس ۲۰۰۴   |
| ۱۱۶۷۹۲ | 2004 ER42   | ۱۵ مارس ۲۰۰۴   |
| ۱۱۶۷۹۳ | 2004 EJ43   | ۱۵ مارس ۲۰۰۴   |
| ۱۱۶۷۹۴ | 2004 EK43   | ۱۵ مارس ۲۰۰۴   |
| ۱۱۶۷۹۵ | 2004 ER47   | ۱۵ مارس ۲۰۰۴   |
| ۱۱۶۷۹۶ | 2004 EZ48   | ۱۵ مارس ۲۰۰۴   |
| ۱۱۶۷۹۷ | 2004 EC57   | ۱۵ مارس ۲۰۰۴   |
| ۱۱۶۷۹۸ | 2004 EN59   | ۱۵ مارس ۲۰۰۴   |
| ۱۱۶۷۹۹ | 2004 EQ59   | ۱۵ مارس ۲۰۰۴   |
| ۱۱۶۸۰۰ | 2004 ED60   | ۱۵ مارس ۲۰۰۴   |
| ۱۱۶۸۰۱ | 2004 ES63   | ۱۳ مارس ۲۰۰۴   |
| ۱۱۶۸۰۲ | 2004 EJ66   | ۱۴ مارس ۲۰۰۴   |
| ۱۱۶۸۰۳ | 2004 EJ68   | ۱۵ مارس ۲۰۰۴   |
| ۱۱۶۸۰۴ | 2004 EJ70   | ۱۵ مارس ۲۰۰۴   |
| ۱۱۶۸۰۵ | 2004 EP71   | ۱۵ مارس ۲۰۰۴   |
| ۱۱۶۸۰۶ | 2004 EB73   | ۱۵ مارس ۲۰۰۴   |
| ۱۱۶۸۰۷ | 2004 EC73   | ۱۵ مارس ۲۰۰۴   |
| ۱۱۶۸۰۸ | 2004 ED73   | ۱۵ مارس ۲۰۰۴   |
| ۱۱۶۸۰۹ | 2004 EV73   | ۱۵ مارس ۲۰۰۴   |
| ۱۱۶۸۱۰ | 2004 EX76   | ۱۵ مارس ۲۰۰۴   |
| ۱۱۶۸۱۱ | 2004 EP77   | ۱۵ مارس ۲۰۰۴   |
| ۱۱۶۸۱۲ | 2004 EV77   | ۱۵ مارس ۲۰۰۴   |
| ۱۱۶۸۱۳ | 2004 EA80   | ۱۴ مارس ۲۰۰۴   |
| ۱۱۶۸۱۴ | 2004 EM80   | ۱۴ مارس ۲۰۰۴   |
| ۱۱۶۸۱۵ | 2004 EQ80   | ۱۴ مارس ۲۰۰۴   |
| ۱۱۶۸۱۶ | 2004 EY83   | ۱۴ مارس ۲۰۰۴   |
| ۱۱۶۸۱۷ | 2004 ER86   | ۱۵ مارس ۲۰۰۴   |
| ۱۱۶۸۱۸ | 2004 ER94   | ۱۵ مارس ۲۰۰۴   |
| ۱۱۶۸۱۸ | 2004 FM     | ۱۶ مارس ۲۰۰۴   |
| ۱۱۶۸۱۸ | 2004 FO     | ۱۶ مارس ۲۰۰۴   |
| ۱۱۶۸۲۱ | 2004 FF12   | ۱۶ مارس ۲۰۰۴   |
| ۱۱۶۸۲۲ | 2004 FR12   | ۱۶ مارس ۲۰۰۴   |
| ۱۱۶۸۲۳ | 2004 FY12   | ۱۶ مارس ۲۰۰۴   |
| ۱۱۶۸۲۴ | 2004 FT14   | ۱۶ مارس ۲۰۰۴   |
| ۱۱۶۸۲۵ | 2004 FG15   | ۱۶ مارس ۲۰۰۴   |
| ۱۱۶۸۲۶ | 2004 FA16   | ۲۶ مارس ۲۰۰۴   |
| ۱۱۶۸۲۷ | 2004 FT17   | ۲۶ مارس ۲۰۰۴   |
| ۱۱۶۸۲۸ | 2004 FD21   | ۱۶ مارس ۲۰۰۴   |
| ۱۱۶۸۲۹ | 2004 FV25   | ۱۷ مارس ۲۰۰۴   |
| ۱۱۶۸۳۰ | 2004 FU26   | ۱۷ مارس ۲۰۰۴   |
| ۱۱۶۸۳۱ | 2004 FA31   | ۲۹ مارس ۲۰۰۴   |
| ۱۱۶۸۳۲ | 2004 FR32   | ۱۶ مارس ۲۰۰۴   |
| ۱۱۶۸۳۳ | 2004 FB35   | ۱۶ مارس ۲۰۰۴   |
| ۱۱۶۸۳۴ | 2004 FB36   | ۱۶ مارس ۲۰۰۴   |
| ۱۱۶۸۳۵ | 2004 FL36   | ۱۶ مارس ۲۰۰۴   |
| ۱۱۶۸۳۶ | 2004 FL38   | ۱۷ مارس ۲۰۰۴   |
| ۱۱۶۸۳۷ | 2004 FZ38   | ۱۷ مارس ۲۰۰۴   |
| ۱۱۶۸۳۸ | 2004 FA39   | ۱۷ مارس ۲۰۰۴   |
| ۱۱۶۸۳۹ | 2004 FO39   | ۱۷ مارس ۲۰۰۴   |
| ۱۱۶۸۴۰ | 2004 FP39   | ۱۷ مارس ۲۰۰۴   |
| ۱۱۶۸۴۱ | 2004 FQ39   | ۱۷ مارس ۲۰۰۴   |
| ۱۱۶۸۴۲ | 2004 FN42   | ۱۸ مارس ۲۰۰۴   |
| ۱۱۶۸۴۳ | 2004 FH45   | ۱۶ مارس ۲۰۰۴   |
| ۱۱۶۸۴۴ | 2004 FR48   | ۱۸ مارس ۲۰۰۴   |
| ۱۱۶۸۴۵ | 2004 FY48   | ۱۸ مارس ۲۰۰۴   |
| ۱۱۶۸۴۶ | 2004 FE49   | ۱۸ مارس ۲۰۰۴   |
| ۱۱۶۸۴۷ | 2004 FN51   | ۱۹ مارس ۲۰۰۴   |
| ۱۱۶۸۴۸ | 2004 FE52   | ۱۹ مارس ۲۰۰۴   |
| ۱۱۶۸۴۹ | 2004 FN55   | ۱۹ مارس ۲۰۰۴   |
| ۱۱۶۸۵۰ | 2004 FS60   | ۱۸ مارس ۲۰۰۴   |
| ۱۱۶۸۵۱ | 2004 FJ64   | ۱۹ مارس ۲۰۰۴   |
| ۱۱۶۸۵۲ | 2004 FL65   | ۱۹ مارس ۲۰۰۴   |
| ۱۱۶۸۵۳ | 2004 FN65   | ۱۹ مارس ۲۰۰۴   |
| ۱۱۶۸۵۴ | 2004 FW65   | ۱۹ مارس ۲۰۰۴   |
| ۱۱۶۸۵۵ | 2004 FW66   | ۲۰ مارس ۲۰۰۴   |
| ۱۱۶۸۵۶ | 2004 FV76   | ۱۸ مارس ۲۰۰۴   |
| ۱۱۶۸۵۷ | 2004 FC78   | ۱۹ مارس ۲۰۰۴   |
| ۱۱۶۸۵۸ | 2004 FZ84   | ۱۸ مارس ۲۰۰۴   |
| ۱۱۶۸۵۹ | 2004 FB90   | ۲۰ مارس ۲۰۰۴   |
| ۱۱۶۸۶۰ | 2004 FM90   | ۲۰ مارس ۲۰۰۴   |
| ۱۱۶۸۶۱ | 2004 FR90   | ۲۰ مارس ۲۰۰۴   |
| ۱۱۶۸۶۲ | 2004 FZ91   | ۲۳ مارس ۲۰۰۴   |
| ۱۱۶۸۶۳ | 2004 FK92   | ۱۸ مارس ۲۰۰۴   |
| ۱۱۶۸۶۴ | 2004 FG93   | ۲۰ مارس ۲۰۰۴   |
| ۱۱۶۸۶۵ | 2004 FE98   | ۲۳ مارس ۲۰۰۴   |
| ۱۱۶۸۶۶ | 2004 FA99   | ۲۰ مارس ۲۰۰۴   |
| ۱۱۶۸۶۷ | 2004 FF105  | ۲۴ مارس ۲۰۰۴   |
| ۱۱۶۸۶۸ | 2004 FG105  | ۲۴ مارس ۲۰۰۴   |
| ۱۱۶۸۶۹ | 2004 FJ105  | ۲۴ مارس ۲۰۰۴   |
| ۱۱۶۸۷۰ | 2004 FR105  | ۲۵ مارس ۲۰۰۴   |
| ۱۱۶۸۷۱ | 2004 FM107  | ۲۰ مارس ۲۰۰۴   |
| ۱۱۶۸۷۲ | 2004 FJ108  | ۲۳ مارس ۲۰۰۴   |
| ۱۱۶۸۷۳ | 2004 FP108  | ۲۳ مارس ۲۰۰۴   |
| ۱۱۶۸۷۴ | 2004 FZ109  | ۲۴ مارس ۲۰۰۴   |
| ۱۱۶۸۷۵ | 2004 FJ110  | ۲۴ مارس ۲۰۰۴   |
| ۱۱۶۸۷۶ | 2004 FQ110  | ۲۵ مارس ۲۰۰۴   |
| ۱۱۶۸۷۷ | 2004 FV111  | ۲۶ مارس ۲۰۰۴   |
| ۱۱۶۸۷۸ | 2004 FX114  | ۲۱ مارس ۲۰۰۴   |
| ۱۱۶۸۷۹ | 2004 FZ114  | ۲۱ مارس ۲۰۰۴   |
| ۱۱۶۸۸۰ | 2004 FB116  | ۲۳ مارس ۲۰۰۴   |
| ۱۱۶۸۸۱ | 2004 FT116  | ۲۳ مارس ۲۰۰۴   |
| ۱۱۶۸۸۲ | 2004 FO118  | ۲۲ مارس ۲۰۰۴   |
| ۱۱۶۸۸۳ | 2004 FW120  | ۲۳ مارس ۲۰۰۴   |
| ۱۱۶۸۸۴ | 2004 FY121  | ۲۴ مارس ۲۰۰۴   |
| ۱۱۶۸۸۵ | 2004 FH122  | ۲۵ مارس ۲۰۰۴   |
| ۱۱۶۸۸۶ | 2004 FQ122  | ۲۶ مارس ۲۰۰۴   |
| ۱۱۶۸۸۷ | 2004 FK123  | ۲۶ مارس ۲۰۰۴   |
| ۱۱۶۸۸۸ | 2004 FW123  | ۲۶ مارس ۲۰۰۴   |
| ۱۱۶۸۸۹ | 2004 FB126  | ۲۷ مارس ۲۰۰۴   |
| ۱۱۶۸۹۰ | 2004 FT126  | ۲۷ مارس ۲۰۰۴   |
| ۱۱۶۸۹۱ | 2004 FS128  | ۲۷ مارس ۲۰۰۴   |
| ۱۱۶۸۹۲ | 2004 FF132  | ۲۳ مارس ۲۰۰۴   |
| ۱۱۶۸۹۳ | 2004 FC137  | ۲۸ مارس ۲۰۰۴   |
| ۱۱۶۸۹۴ | 2004 FA139  | ۱۹ مارس ۲۰۰۴   |
| ۱۱۶۸۹۵ | 2004 FP139  | ۲۵ مارس ۲۰۰۴   |
| ۱۱۶۸۹۶ | 2004 FQ139  | ۲۵ مارس ۲۰۰۴   |
| ۱۱۶۸۹۷ | 2004 FB140  | ۲۶ مارس ۲۰۰۴   |
| ۱۱۶۸۹۸ | 2004 FF140  | ۲۶ مارس ۲۰۰۴   |
| ۱۱۶۸۹۹ | 2004 FB142  | ۲۷ مارس ۲۰۰۴   |
| ۱۱۶۹۰۰ | 2004 FO143  | ۲۸ مارس ۲۰۰۴   |
| ۱۱۶۹۰۱ | 2004 FX147  | ۱۶ مارس ۲۰۰۴   |
| ۱۱۶۹۰۲ | 2004 FR160  | ۱۸ مارس ۲۰۰۴   |
| ۱۱۶۹۰۲ | 2004 GW     | ۱۱ آوریل ۲۰۰۴  |
| ۱۱۶۹۰۴ | 2004 GB1    | ۸ آوریل ۲۰۰۴   |
| ۱۱۶۹۰۵ | 2004 GE1    | ۹ آوریل ۲۰۰۴   |
| ۱۱۶۹۰۶ | 2004 GV1    | ۱۱ آوریل ۲۰۰۴  |
| ۱۱۶۹۰۷ | 2004 GF2    | ۱۰ آوریل ۲۰۰۴  |
| ۱۱۶۹۰۸ | 2004 GT2    | ۱۲ آوریل ۲۰۰۴  |
| ۱۱۶۹۰۹ | 2004 GG3    | ۹ آوریل ۲۰۰۴   |
| ۱۱۶۹۱۰ | 2004 GR9    | ۱۰ آوریل ۲۰۰۴  |
| ۱۱۶۹۱۱ | 2004 GY10   | ۸ آوریل ۲۰۰۴   |
| ۱۱۶۹۱۲ | 2004 GF11   | ۱۲ آوریل ۲۰۰۴  |
| ۱۱۶۹۱۳ | 2004 GP12   | ۱۱ آوریل ۲۰۰۴  |
| ۱۱۶۹۱۴ | 2004 GB14   | ۱۳ آوریل ۲۰۰۴  |
| ۱۱۶۹۱۵ | 2004 GG14   | ۱۳ آوریل ۲۰۰۴  |
| ۱۱۶۹۱۶ | 2004 GD15   | ۱۲ آوریل ۲۰۰۴  |
| ۱۱۶۹۱۷ | 2004 GZ15   | ۹ آوریل ۲۰۰۴   |
| ۱۱۶۹۱۸ | 2004 GB17   | ۱۰ آوریل ۲۰۰۴  |
| ۱۱۶۹۱۹ | 2004 GZ22   | ۱۲ آوریل ۲۰۰۴  |
| ۱۱۶۹۲۰ | 2004 GW23   | ۱۳ آوریل ۲۰۰۴  |
| ۱۱۶۹۲۱ | 2004 GA24   | ۱۳ آوریل ۲۰۰۴  |
| ۱۱۶۹۲۲ | 2004 GS24   | ۱۳ آوریل ۲۰۰۴  |
| ۱۱۶۹۲۳ | 2004 GK26   | ۱۴ آوریل ۲۰۰۴  |
| ۱۱۶۹۲۴ | 2004 GL26   | ۱۴ آوریل ۲۰۰۴  |
| ۱۱۶۹۲۵ | 2004 GR26   | ۱۴ آوریل ۲۰۰۴  |
| ۱۱۶۹۲۶ | 2004 GY26   | ۱۴ آوریل ۲۰۰۴  |
| ۱۱۶۹۲۷ | 2004 GA27   | ۱۴ آوریل ۲۰۰۴  |
| ۱۱۶۹۲۸ | 2004 GL27   | ۱۵ آوریل ۲۰۰۴  |
| ۱۱۶۹۲۹ | 2004 GO27   | ۱۵ آوریل ۲۰۰۴  |
| ۱۱۶۹۳۰ | 2004 GE29   | ۱۱ آوریل ۲۰۰۴  |
| ۱۱۶۹۳۱ | 2004 GS29   | ۱۲ آوریل ۲۰۰۴  |
| ۱۱۶۹۳۲ | 2004 GT29   | ۱۲ آوریل ۲۰۰۴  |
| ۱۱۶۹۳۳ | 2004 GH30   | ۱۲ آوریل ۲۰۰۴  |
| ۱۱۶۹۳۴ | 2004 GF31   | ۱۳ آوریل ۲۰۰۴  |
| ۱۱۶۹۳۵ | 2004 GA36   | ۱۳ آوریل ۲۰۰۴  |
| ۱۱۶۹۳۶ | 2004 GA38   | ۱۴ آوریل ۲۰۰۴  |
| ۱۱۶۹۳۷ | 2004 GP38   | ۱۵ آوریل ۲۰۰۴  |
| ۱۱۶۹۳۸ | 2004 GS38   | ۱۵ آوریل ۲۰۰۴  |
| ۱۱۶۹۳۹ | Jonstewart  | ۱۵ آوریل ۲۰۰۴  |
| ۱۱۶۹۴۰ | 2004 GX39   | ۱۵ آوریل ۲۰۰۴  |
| ۱۱۶۹۴۱ | 2004 GE40   | ۱۱ آوریل ۲۰۰۴  |
| ۱۱۶۹۴۲ | 2004 GG41   | ۱۲ آوریل ۲۰۰۴  |
| ۱۱۶۹۴۳ | 2004 GV42   | ۱۵ آوریل ۲۰۰۴  |
| ۱۱۶۹۴۴ | 2004 GK44   | ۱۲ آوریل ۲۰۰۴  |
| ۱۱۶۹۴۵ | 2004 GL45   | ۱۲ آوریل ۲۰۰۴  |
| ۱۱۶۹۴۶ | 2004 GT45   | ۱۲ آوریل ۲۰۰۴  |
| ۱۱۶۹۴۷ | 2004 GH66   | ۱۳ آوریل ۲۰۰۴  |
| ۱۱۶۹۴۸ | 2004 GH71   | ۱۳ آوریل ۲۰۰۴  |
| ۱۱۶۹۴۹ | 2004 GA74   | ۱۱ آوریل ۲۰۰۴  |
| ۱۱۶۹۵۰ | 2004 GL75   | ۱۵ آوریل ۲۰۰۴  |
| ۱۱۶۹۵۱ | 2004 GN76   | ۱۵ آوریل ۲۰۰۴  |
| ۱۱۶۹۵۲ | 2004 GP76   | ۱۵ آوریل ۲۰۰۴  |
| ۱۱۶۹۵۳ | 2004 GA78   | ۱۵ آوریل ۲۰۰۴  |
| ۱۱۶۹۵۴ | 2004 HS1    | ۲۰ آوریل ۲۰۰۴  |
| ۱۱۶۹۵۵ | 2004 HK2    | ۱۶ آوریل ۲۰۰۴  |
| ۱۱۶۹۵۶ | 2004 HG3    | ۱۶ آوریل ۲۰۰۴  |
| ۱۱۶۹۵۷ | 2004 HL3    | ۱۶ آوریل ۲۰۰۴  |
| ۱۱۶۹۵۸ | 2004 HZ3    | ۱۷ آوریل ۲۰۰۴  |
| ۱۱۶۹۵۹ | 2004 HB6    | ۱۷ آوریل ۲۰۰۴  |
| ۱۱۶۹۶۰ | 2004 HD6    | ۱۷ آوریل ۲۰۰۴  |
| ۱۱۶۹۶۱ | 2004 HH6    | ۱۷ آوریل ۲۰۰۴  |
| ۱۱۶۹۶۲ | 2004 HE7    | ۱۷ آوریل ۲۰۰۴  |
| ۱۱۶۹۶۳ | 2004 HC8    | ۱۶ آوریل ۲۰۰۴  |
| ۱۱۶۹۶۴ | 2004 HD8    | ۱۶ آوریل ۲۰۰۴  |
| ۱۱۶۹۶۵ | 2004 HB9    | ۱۶ آوریل ۲۰۰۴  |
| ۱۱۶۹۶۶ | 2004 HH10   | ۱۷ آوریل ۲۰۰۴  |
| ۱۱۶۹۶۷ | 2004 HO10   | ۱۷ آوریل ۲۰۰۴  |
| ۱۱۶۹۶۸ | 2004 HJ11   | ۱۹ آوریل ۲۰۰۴  |
| ۱۱۶۹۶۹ | 2004 HZ11   | ۱۹ آوریل ۲۰۰۴  |
| ۱۱۶۹۷۰ | 2004 HJ15   | ۱۶ آوریل ۲۰۰۴  |
| ۱۱۶۹۷۱ | 2004 HH16   | ۱۷ آوریل ۲۰۰۴  |
| ۱۱۶۹۷۲ | 2004 HZ16   | ۱۶ آوریل ۲۰۰۴  |
| ۱۱۶۹۷۳ | 2004 HZ17   | ۱۷ آوریل ۲۰۰۴  |
| ۱۱۶۹۷۴ | 2004 HQ18   | ۱۷ آوریل ۲۰۰۴  |
| ۱۱۶۹۷۵ | 2004 HC25   | ۱۹ آوریل ۲۰۰۴  |
| ۱۱۶۹۷۶ | 2004 HH26   | ۱۹ آوریل ۲۰۰۴  |
| ۱۱۶۹۷۷ | 2004 HO27   | ۲۰ آوریل ۲۰۰۴  |
| ۱۱۶۹۷۸ | 2004 HK28   | ۲۰ آوریل ۲۰۰۴  |
| ۱۱۶۹۷۹ | 2004 HY28   | ۲۰ آوریل ۲۰۰۴  |
| ۱۱۶۹۸۰ | 2004 HD29   | ۲۱ آوریل ۲۰۰۴  |
| ۱۱۶۹۸۱ | 2004 HP30   | ۲۱ آوریل ۲۰۰۴  |
| ۱۱۶۹۸۲ | 2004 HU30   | ۱۷ آوریل ۲۰۰۴  |
| ۱۱۶۹۸۳ | 2004 HT33   | ۱۶ آوریل ۲۰۰۴  |
| ۱۱۶۹۸۴ | 2004 HW33   | ۱۶ آوریل ۲۰۰۴  |
| ۱۱۶۹۸۵ | 2004 HY33   | ۱۶ آوریل ۲۰۰۴  |
| ۱۱۶۹۸۶ | 2004 HC34   | ۱۶ آوریل ۲۰۰۴  |
| ۱۱۶۹۸۷ | 2004 HF34   | ۱۶ آوریل ۲۰۰۴  |
| ۱۱۶۹۸۸ | 2004 HM34   | ۱۷ آوریل ۲۰۰۴  |
| ۱۱۶۹۸۹ | 2004 HW42   | ۲۰ آوریل ۲۰۰۴  |
| ۱۱۶۹۹۰ | 2004 HT44   | ۲۱ آوریل ۲۰۰۴  |
| ۱۱۶۹۹۱ | 2004 HK45   | ۲۱ آوریل ۲۰۰۴  |
| ۱۱۶۹۹۲ | 2004 HS45   | ۲۱ آوریل ۲۰۰۴  |
| ۱۱۶۹۹۳ | 2004 HZ45   | ۲۱ آوریل ۲۰۰۴  |
| ۱۱۶۹۹۴ | 2004 HC47   | ۲۲ آوریل ۲۰۰۴  |
| ۱۱۶۹۹۵ | 2004 HN47   | ۲۲ آوریل ۲۰۰۴  |
| ۱۱۶۹۹۶ | 2004 HQ48   | ۲۲ آوریل ۲۰۰۴  |
| ۱۱۶۹۹۷ | 2004 HC50   | ۲۳ آوریل ۲۰۰۴  |
| ۱۱۶۹۹۸ | 2004 HV50   | ۲۳ آوریل ۲۰۰۴  |
| ۱۱۶۹۹۹ | 2004 HG53   | ۲۵ آوریل ۲۰۰۴  |
| ۱۱۷۰۰۰ | 2004 HU54   | ۲۱ آوریل ۲۰۰۴  |